# Rennrodel-Weltcup 2024/25
Der Rennrodel-Weltcup 2024/25 war die 48. Auflage des Rennrodel-Weltcups seit der ersten Austragung 1977/78. Er wurde in neun Weltcuprennen zwischen Ende November 2024 und Ende Februar 2025 ausgetragen. Es siegten Julia Taubitz und Max Langenhan im Einsitzer, Tobias Wendl / Tobias Arlt sowie Selina Egle / Lara Kipp im Doppelsitzer. Deutschland gewann die Mixed-Wettbewerbe im Ein- und Doppelsitzer, Österreich die Teamstaffelwertung.

## Titelverteidiger
In der Saison 2023/24 gingen Julia Taubitz im Einsitzer der Frauen und Max Langenhan im Einsitzer der Männer als Sieger hervor, die beide jeweils alle drei Wertungen (Gesamtweltcup, Weltcup der klassischen Disziplin und Sprintweltcup) gewinnen konnten. Im Doppelsitzer der Frauen siegten Andrea Vötter und Marion Oberhofer im Gesamtweltcup, Jessica Degenhardt und Cheyenne Rosenthal in der klassischen Disziplinenwertung sowie Selina Egle und Lara Kipp im Sprint; im Doppelsitzer der Männer gewannen Thomas Steu und Wolfgang Kindl den Gesamtweltcup und die klassische Disziplinenwertung, Mārtiņš Bots und Roberts Plūme siegten in der Sprintwertung. Aus dem Teamstaffelweltcup ging Deutschland als Sieger hervor. Eine Austragung des Sprint-Weltcups findet in der Saison 2024/25 nicht mehr statt.

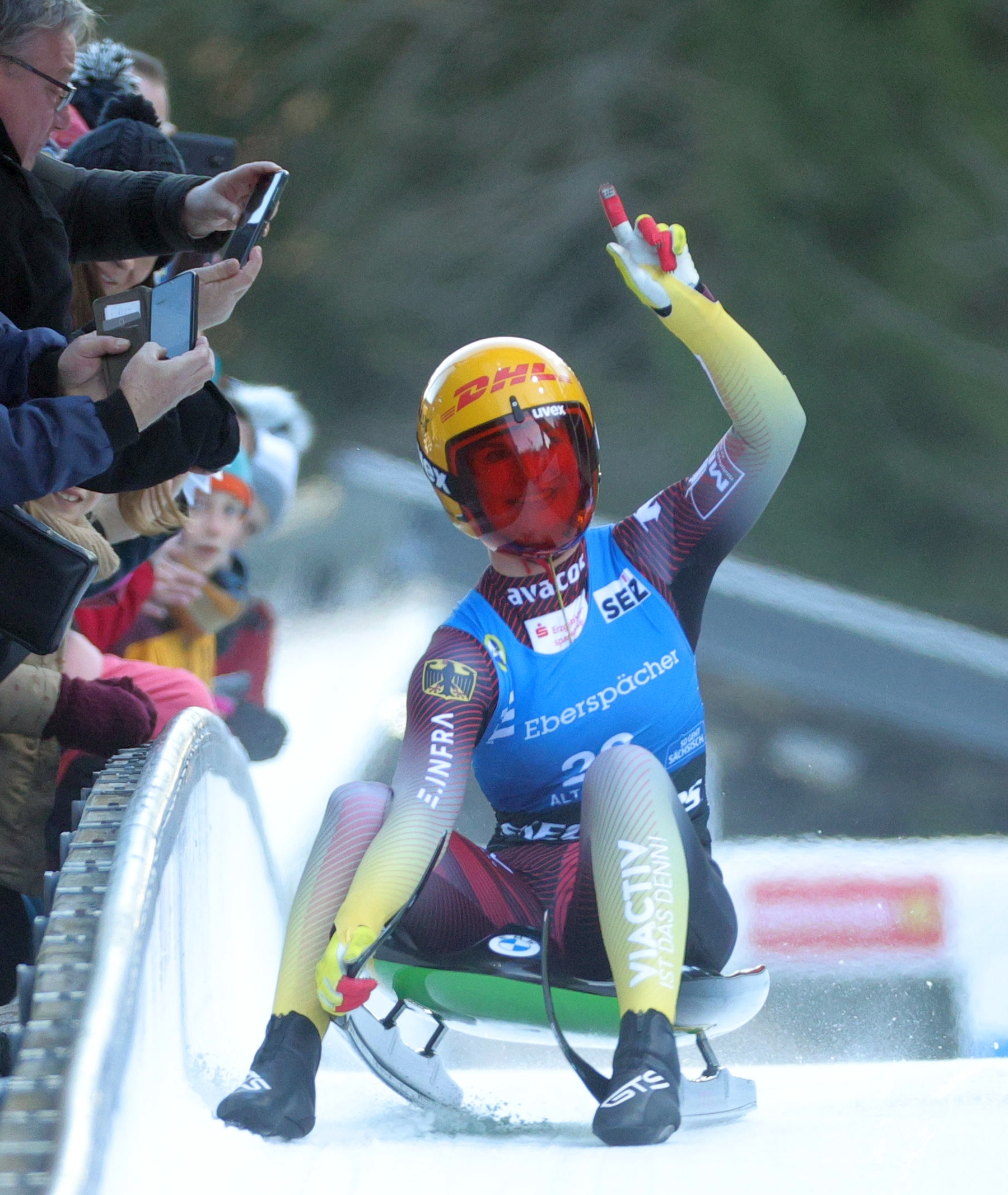
Taubitz
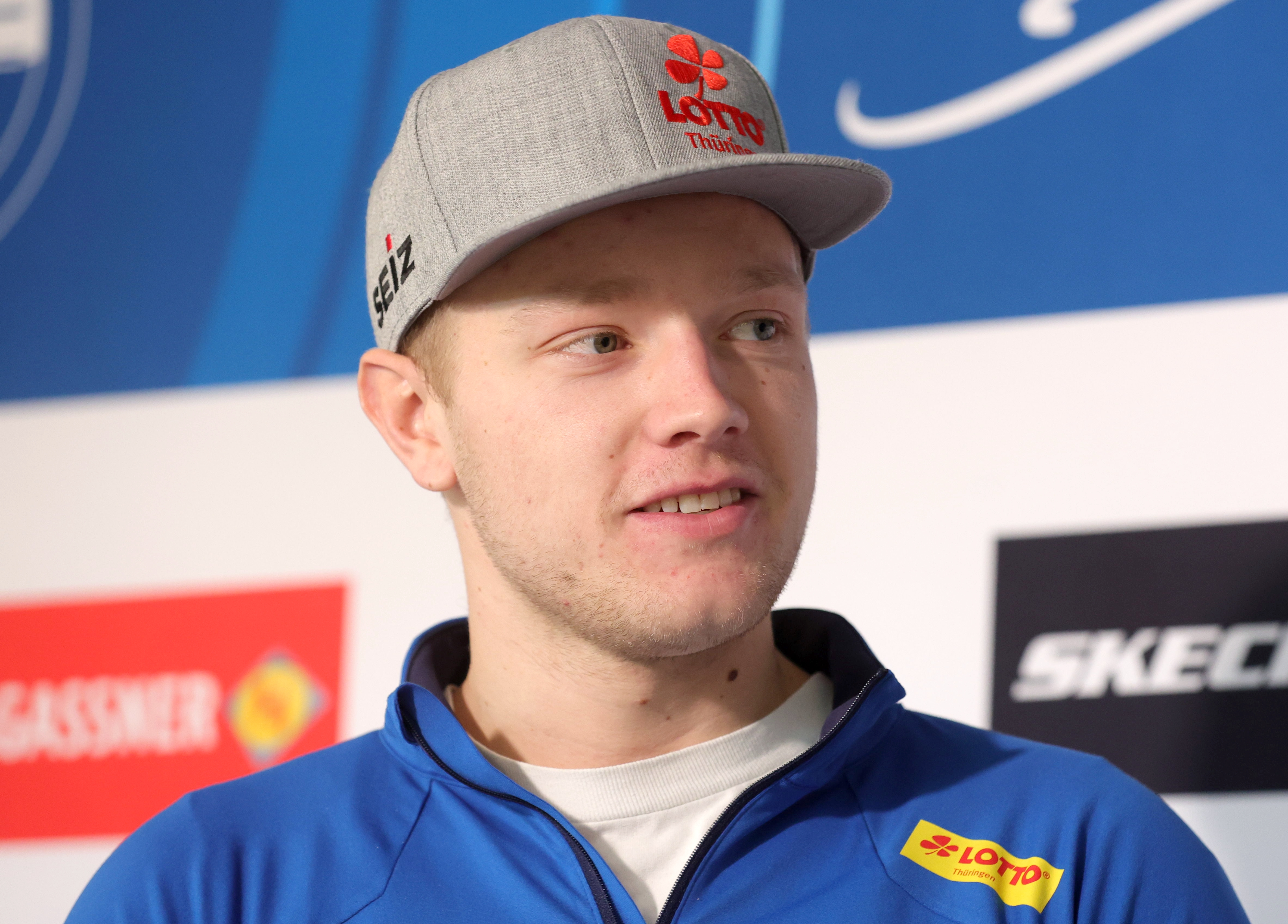
Langenhan
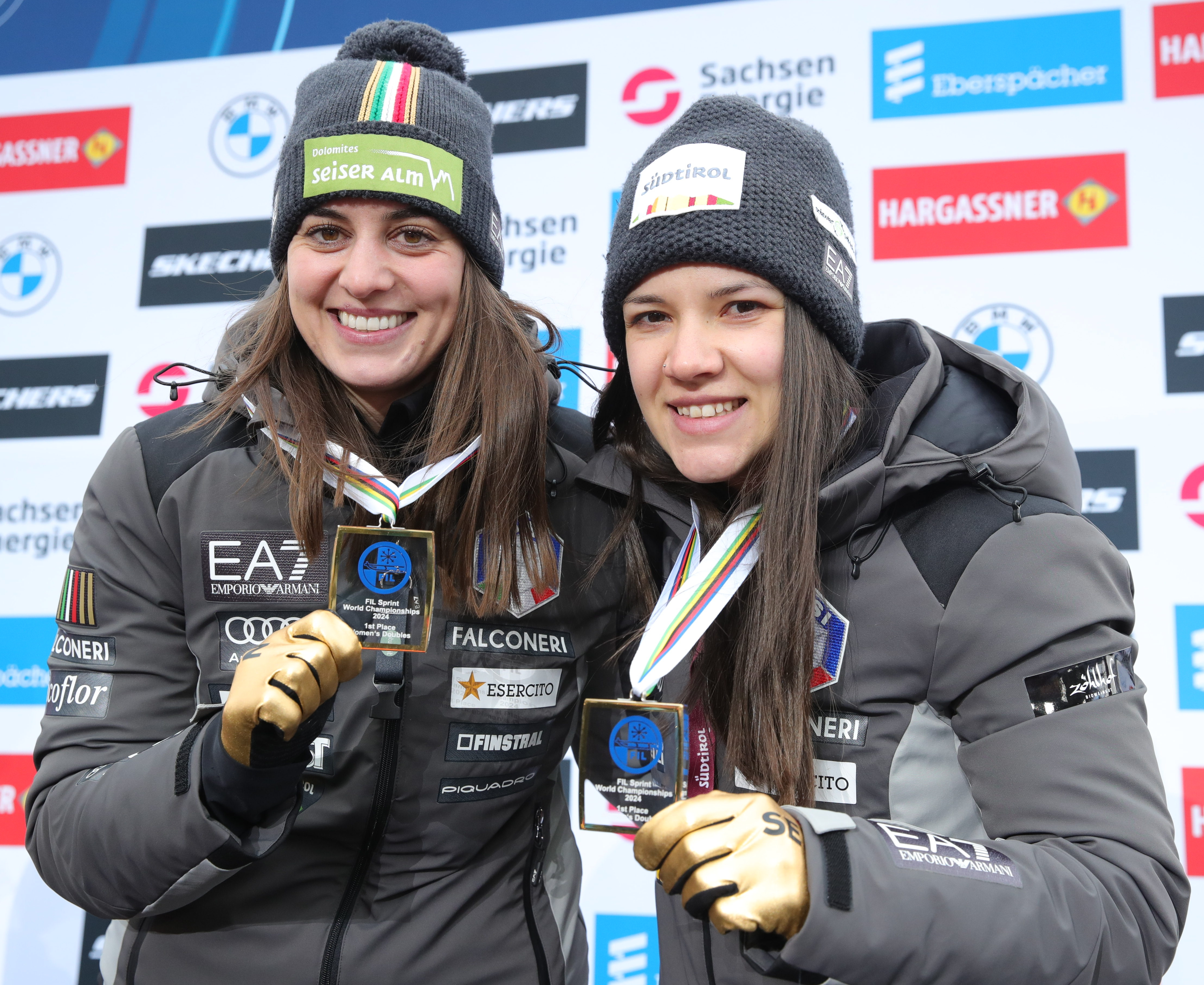
Vötter/Oberhofer
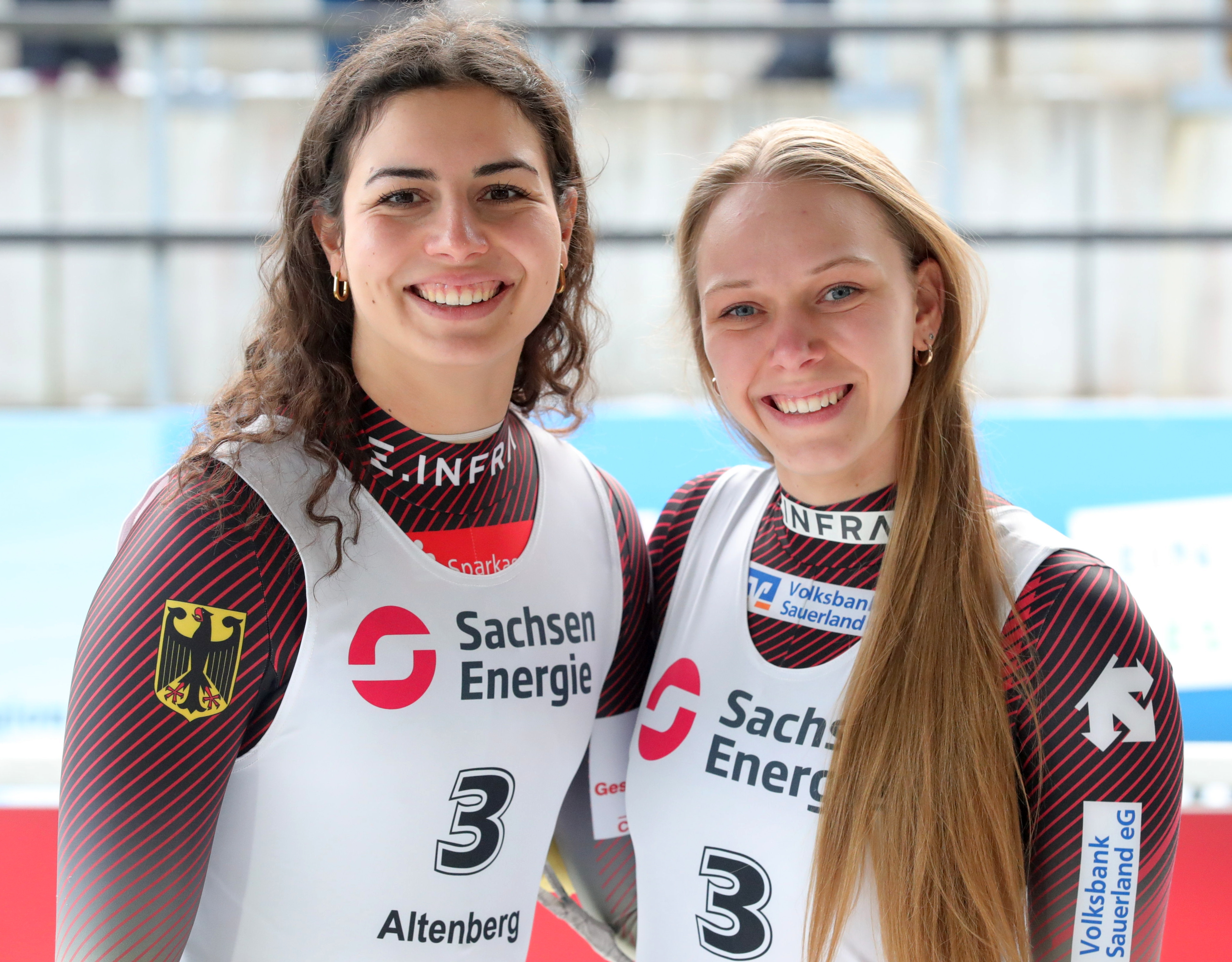
Degenhardt/Rosenthal
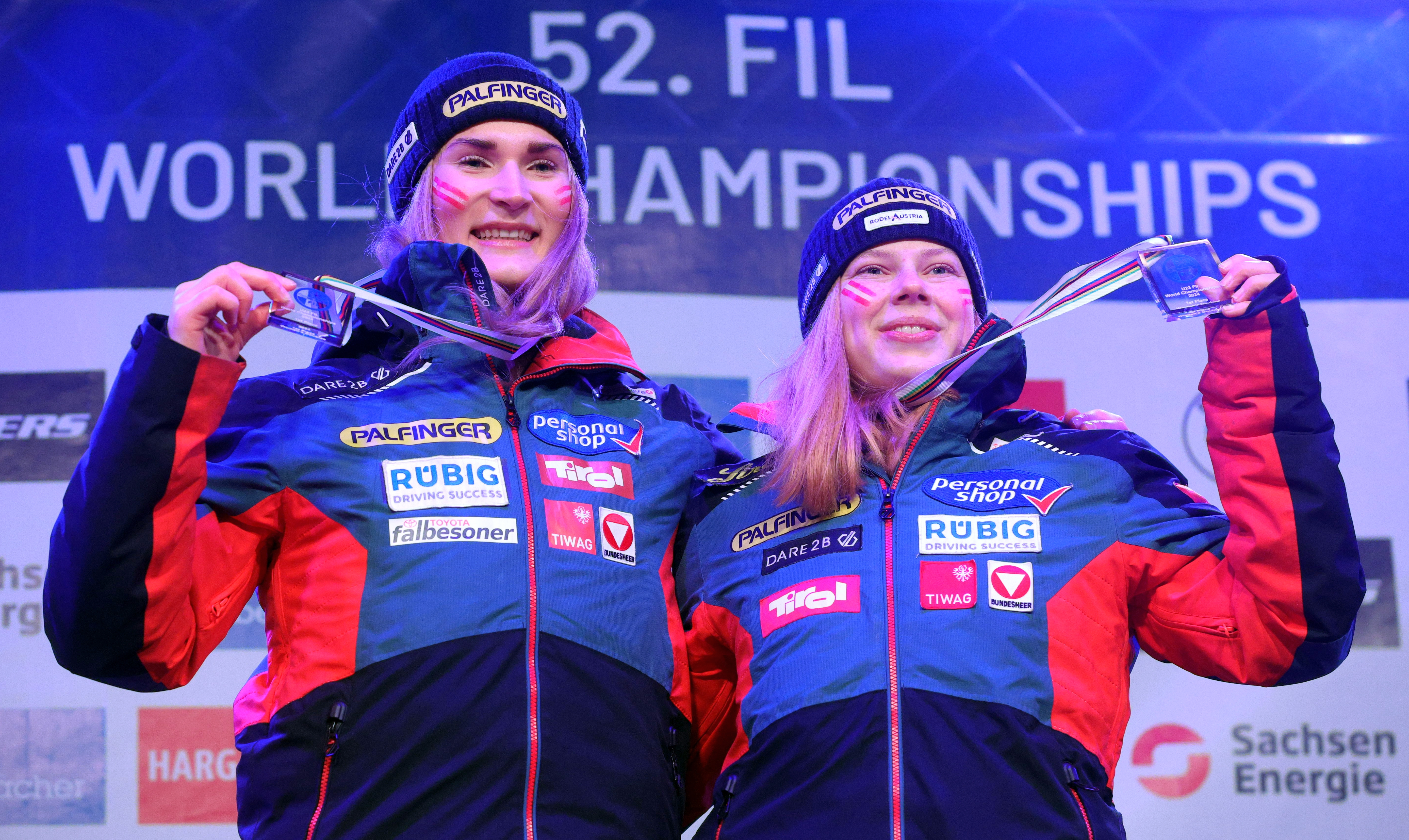
Egle/Kipp
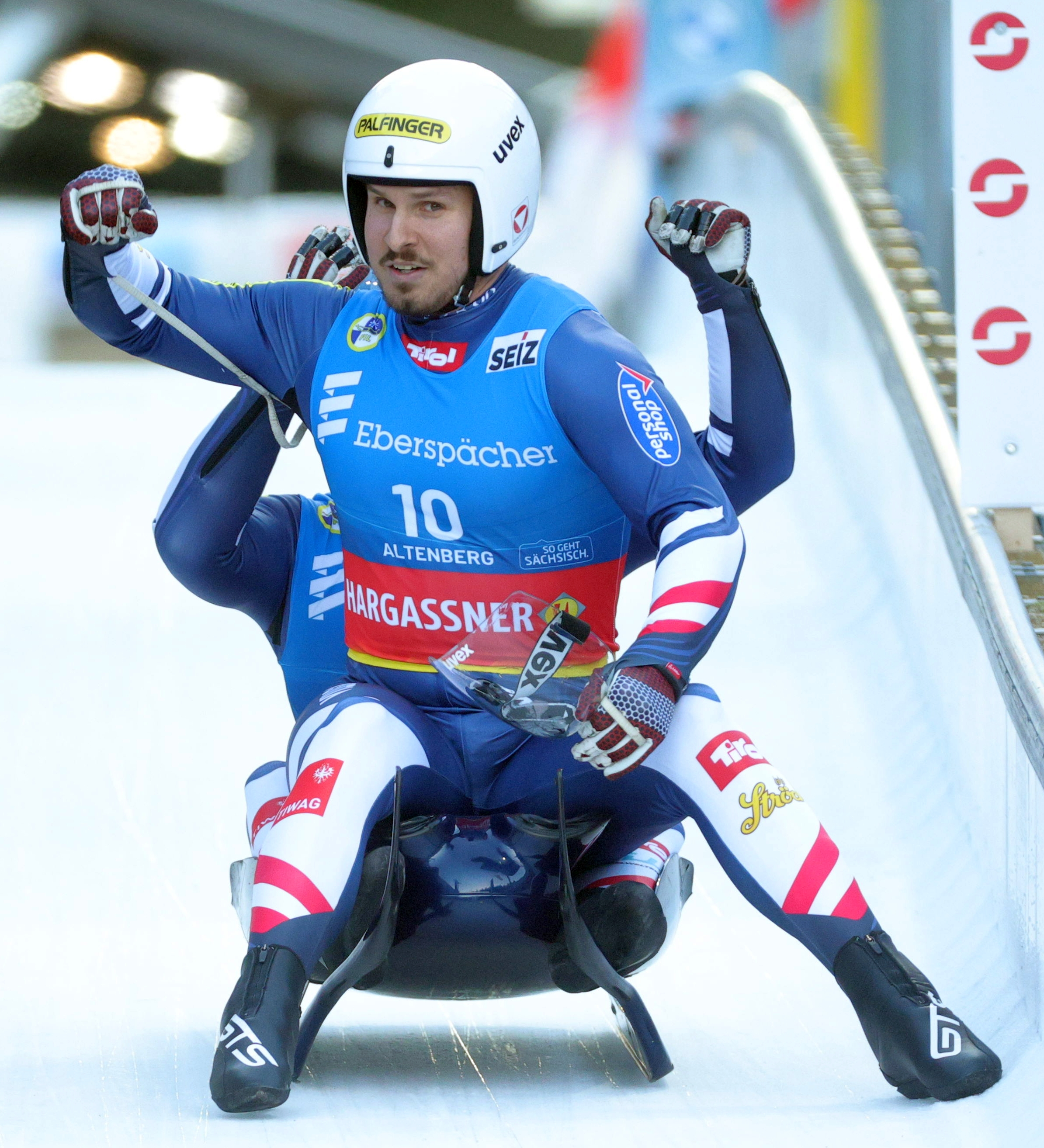
Steu/Kindl
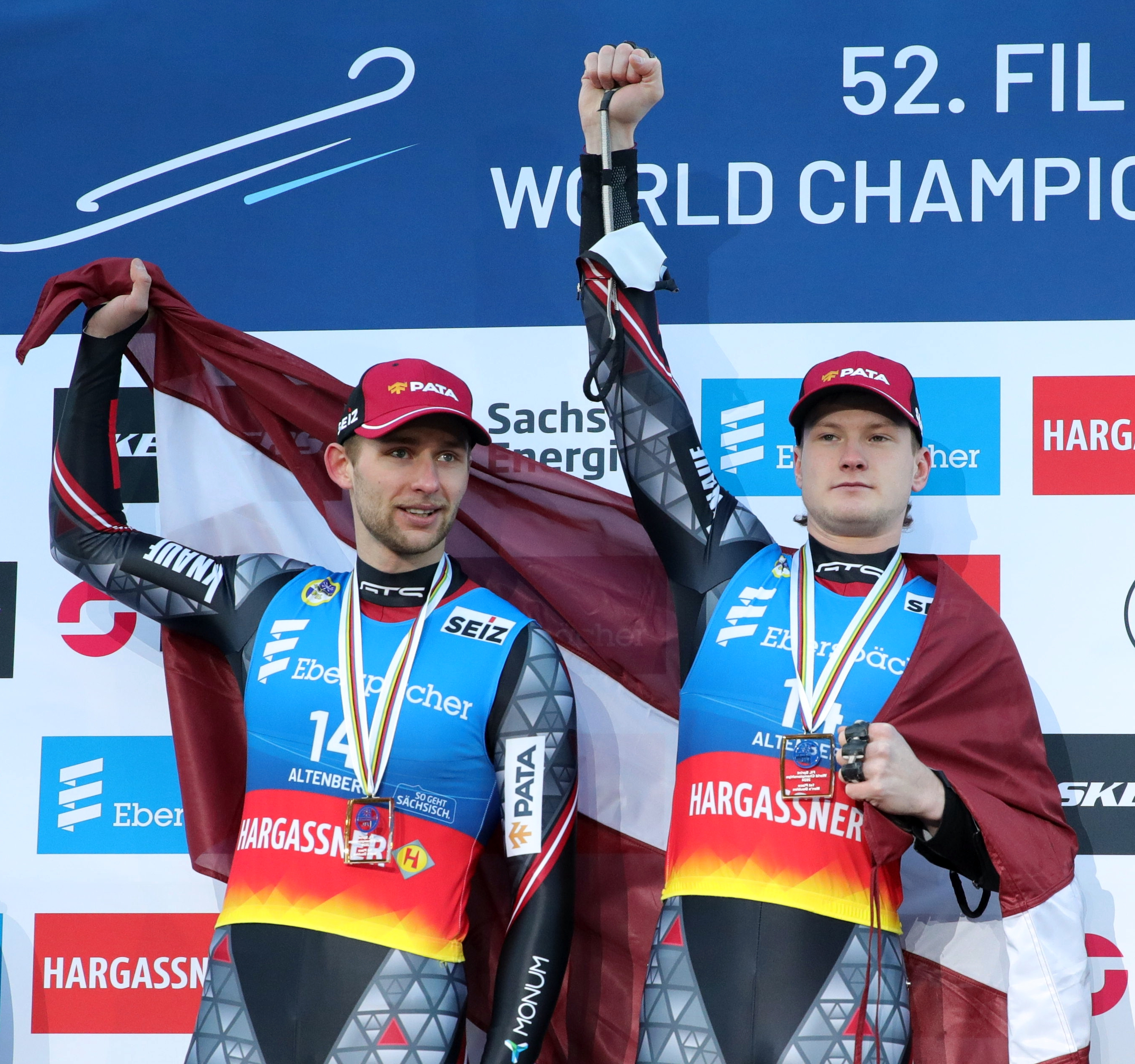
Bots/Plūme

## Änderungen

### Sportliches Reglement
Auf dem FIL-Kongress 2024 beschloss der Weltverband die testweise Einführung eines neuen Mixed-Wettbewerbs anstelle des Sprintrennens, welche zur Saison 2014/15 eingeführt worden waren. Im Gegensatz zum Sprint, bei dem in den jeweiligen Wettbewerbsklassen gestartet wird und nur eine Teilstrecke in die Zeitnahme einfließt, soll beim Mixed-Wettbewerb in den Disziplinen Einsitzer und Doppelsitzer als Team angetreten werden. So bilden im Einsitzer je eine Frau und ein Mann ein Team, beim Doppelsitzer je ein Frauen- und Männer-Doppelsitzer ein Team. Gestartet wird von den üblichen Starthöhen der Weltcuprennen, im Ziel ist – ähnlich dem Vorgehen bei der Teamstaffel – ein Touchpad zu treffen, welches das Starttor für den zweiten Schlitten im Team öffnet bzw. die Zeitmessung beendet. Zugelassen werden hierbei erstmals auch Teams aus verschiedenen Nationen. Seine Premiere soll dieses neue Format beim Weltcupauftakt in Lillehammer finden.
Zudem beschloss der Weltverband die Änderung der Startreihenfolge in den Weltcuprennen: Bisher starteten zunächst die über das Nationencuprennen Qualifizierten (letzter Qualifikationsplatz bis erster Qualifikationsplatz), gefolgt von der Gesetztengruppe nach Auslosung, beginnend mit den Platzierungen 7 bis 12, gefolgt von den Platzierungen 1 bis 6. Ab der Saison 2024/25 starten im Einsitzer zunächst im ersten Rennlauf die Plätze 5 bis 1 aus dem Nationencup, wobei der Erstplatzierte aus dem Vorlauf die Startnummer 5 erhält. Ab Startnummer 6 folgt die Gesetztengruppe nach Auslosung, beginnend mit den Platzierungen 7 bis 12, gefolgt von den Platzierungen 1 bis 6. Anschließend starten die weiteren Schlitten, beginnend mit dem 6. Platzierten aus dem Nationencup bis zum Ende der über diesen Vorlauf Qualifizierten. Im Doppelsitzer werden nur die ersten drei Platzierten aus dem Nationencup vor der Gesetztengruppe starten. Im zweiten Lauf starten zukünftig nur noch die 20 besten Einsitzer bzw. 18 besten Doppelsitzer aus dem ersten Lauf in umgekehrter Reihenfolge; bisher starteten alle Schlitten, die im ersten Lauf das Ziel erreicht hatten, in umgekehrter Reihenfolge.

### Starterfeld
Toni Eggert, der bis zur Saison 2022/23 zusammen mit Sascha Benecken im Doppelsitzer der Männer an den Start gegangen und in der Saison 2023/24 als Trainer für das US-amerikanische Team tätig war, gab Ende Februar 2024 sein Comeback bekannt. Er plant zusammen mit Florian Müller, Junioren-Weltmeister 2022 im Einsitzer der Männer, an den Start zu gehen. Dajana Eitberger, die in der Vorsaison zusammen mit Saskia Schirmer im Doppelsitzer an den Start gegangen war, gab Anfang Juli 2024 bekannt, dass sie zukünftig mit Magdalena Matschina an den Start gehen werde. Im Zuge der Bekanntgabe dieses Wechsels kritisierte Eitberger die Entwicklung mit ihrer bisherigen Partnerin Schirmer.
Das italienische Doppelsitzerteam Ludwig Rieder und Lukas Gufler gab im Mai 2024 das Ende ihrer Karriere bekannt. Auch Rieders ehemaliger Partner Patrick Rastner, der seine Karriere ein Jahr zuvor aus gesundheitlichen Problemen unterbrochen hatte, kehrt nicht mehr in das Wettkampfgeschehen zurück.
Im lettischen Team gaben Sigita Bērziņa und Frančeska Bona im Mai ihr Karriereende bekannt. Auch Sanija Ozoliņa, bisherige Doppelsitzerpartnerin von Anda Upīte, beendete aufgrund der Nachwirkungen des beim Weltcups in Whistler im Dezember 2023 erlittenen Schädel-Hirn-Traumas ihre sportliche Laufbahn. Upīte wird, wie bereits wiederholt in der Saison 2023/24, zusammen mit Zane Kaluma an den Start gehen. Auch Viktorija Ziediņa beendete ihre Karriere und kehrte dem Sport den Rücken. Bērziņa hingegen wurde Teil des lettischen Trainerteams.
Auch der Südkoreaner Jung Myung-cho, 2015 und 2016 Bronzemedaillengewinner in der U23-Weltmeisterschaftswertung sowie bisheriger Untermann im Doppelsitzer von Park Jin-yong, beendete seine Karriere. Neuer Doppelsitzerpartner von Park wurde Kim Ji-min. Eine Veränderung im Doppelsitzer gab es auch im US-amerikanischen Team: Reannyn Weiler beendete ihre sportliche Laufbahn, ihre bisherige Doppelsitzerpilotin Maya Chan geht daher ab der Saison 2024/25 mit Sophia Gordon an den Start.

### Sportliche Leitungen
Norbert Loch, der seit 2008 als Cheftrainer des deutschen Teams fungierte, kündigte am Rande der Rennrodel-Weltmeisterschaften 2024 in Altenberg seinen Rücktritt an. Seine Nachfolge übernimmt Patric Leitner. Loch selbst fungiert ab der Saison 2024/25 den neugeschaffenen Posten der Stützpunktleitung für Bob, Rodeln und Skeleton in Berchtesgaden. Jan Eichhorn, bisheriger Bundesstützpunkttrainer in Oberhof, wurde Ende Mai 2024 aufgrund „erheblicher Kommunikationsprobleme zwischen Trainer und Athleten“ vom Bob- und Schlittenverband für Deutschland suspendiert, nachdem er bereits vor der Saison 2023/24 seinen Trainerposten bei der A-Nationalmannschaft an Andi Langenhan hatte abgeben müssen. Ende Oktober 2024 gab der lettische Rodelverband dann die Verpflichtung Eichhorns als Trainer der Nationalmannschaft bekannt. Beim lettischen Verband gab Zintis Šaicāns den Posten des Cheftrainers, welchen er vor der Saison 2023/24 übernommen hatte, wieder ab. Die Letten kehrten zurück zum vorherigen Modell ohne Cheftrainer.
Toni Eggert, in der Saison 2023/24 Trainer der US-amerikanischen Nationalmannschaft, kehrte in das Starterfeld zurück und beendete daher seine Trainertätigkeit wieder. Ansonsten blieb das Trainerteam für den Elite-Weltcup mit Ľubomír Mick (Cheftrainer), Kaspars Dumpis (Assistenztrainer) und Jakub Šimoňák (Teammanager) unverändert.

## Terminkalender
Der vorläufige Weltcupkalender wurde von der Fédération Internationale de Luge am 19. Februar 2024 bekanntgegeben. Der Weltcupauftakt findet Ende November im norwegischen Lillehammer auf der Lillehammer Olympiske Bob- og Akebane und kehrt damit zum ersten Mal seit der Saison 2019/20 auf die Olympiabahn von 1994 und 2016 zurück, nachdem in der Saison 2022/23 die dort geplanten Weltcup- und Europameisterschaftsrennen aus organisatorischen Gründen abgesagt werden mussten. Die zweite Weltcupstation soll auf dem Olympia-Eiskanal Innsbruck-Igls ausgetragen werden – der sich noch im Umbau befinden wird –, ehe zum Jahresabschluss der erste von zwei Weltcups auf der Oberhofer Rennrodelbahn stattfinden soll. Der Auftakt ins Jahr 2025 erfolgt im lettischen Sigulda, es folgt die Station auf der Rennschlitten- und Bobbahn in Altenberg, ehe in der Winterberger Veltins-Eisarena Weltcup und Europameisterschaften ausgetragen werden. Den Abschluss der Europaserie bildet die zweite Station in Oberhof. Anfang Februar 2025 werden im kanadischen Whistler die Weltmeisterschaften ausgetragen, eine Weltcupstation in Nordamerika ist darüber hinaus nicht vorgesehen. Der Weltcupabschluss soll stattdessen im Rahmen einer Asientour ausgetragen werden. Als achte Weltcupstation ist das Olympic Sliding Centre in Pyeongchang, Olympiabahn von 2018 und 2024 sowie erstmals seit der Saison 2016/17 wieder Weltcupstation im Rennrodeln, vorgesehen. Eine Woche später soll ein weiterer Weltcup – das Finale – in Asien stattfinden, als Austragungsort hierfür wurde Mitte April 2024 das Yanqing National Sliding Center – die Olympiabahn von 2022 – bestätigt.
Insgesamt sind neun Weltcupwochenenden auf acht Bahnen in sechs Ländern geplant. Im Vergleich zur Saison 2023/24 entfallen die Weltcup-Stationen auf der Olympia-Bobbahn Mount Van Hoevenberg in Lake Placid und in Whistler, auf Letzterer werden jedoch die Weltmeisterschaften ausgetragen.
Bei den Stationen Lillehammer, Altenberg und Pyeongchang wird der neu eingeführte Mixed-Wettbewerb ausgetragen; in Innsbruck-Igls, Oberhof I und II, Sigulda, Winterberg und Yanqing sollen Teamstaffelrennen stattfinden. Die Teamstaffel von Innsbruck-Igls musste „aufgrund technischer Herausforderungen kurzfristig abgesagt werden“, Anfang Januar 2025 gab der Weltverband bekannt, dass der Wettbewerb „aufgrund terminlicher Engpässe nicht nachgeholt wird“ und somit nur fünf Teamstaffelwertungen ausgefahren werden.

### Weltcup
| 30. November bis 1. Dezember 2024                       | Lillehammer    | Einsitzer    | Frauen      | Julia Taubitz                                                                                               | Emily Sweeney                                                                                                  | Lisa Schulte |
| 30. November bis 1. Dezember 2024                       | Lillehammer    | Einsitzer    | Männer      | Max Langenhan                                                                                               | Wolfgang Kindl                                                                                                 | Felix Loch |
| 30. November bis 1. Dezember 2024                       | Lillehammer    | Einsitzer    | Mixed       | Deutschland 1Max Langenhan Julia Taubitz                                                                    | Vereinigte Staaten 1Jonathan Eric Gustafson Emily Sweeney                                                      | Deutschland 2Felix Loch Merle Fräbel                                                                                         |
| 30. November bis 1. Dezember 2024                       | Lillehammer    | Doppelsitzer | Frauen      | Chevonne Forgan / Sophia Kirkby                                                                             | Jessica Degenhardt / Cheyenne Rosenthal                                                                        | Marta Robežniece / Kitija Bogdanova                                                                                          |
| 30. November bis 1. Dezember 2024                       | Lillehammer    | Doppelsitzer | Männer      | Toni Eggert / Florian Müller                                                                                | Mārtiņš Bots / Roberts Plūme                                                                                   | Thomas Steu / Wolfgang Kindl                                                                                                 |
| 30. November bis 1. Dezember 2024                       | Lillehammer    | Doppelsitzer | Mixed       | Deutschland 2Tobias Wendl / Tobias Arlt Dajana Eitberger / Magdalena Matschina                              | Lettland 1Mārtiņš Bots / Roberts Plūme Marta Robežniece / Kitija Bogdanova                                     | Vereinigte StaatenMarcus Mueller / Ansel Haugsjaa Chevonne Forgan / Sophia Kirkby                                            |
| 7. bis 8. Dezember 2024                                 | Innsbruck-Igls | Einsitzer    | Frauen      | Madeleine Egle                                                                                              | Julia Taubitz                                                                                                  | Lisa Schulte |
| 7. bis 8. Dezember 2024                                 | Innsbruck-Igls | Einsitzer    | Männer      | Nico Gleirscher                                                                                             | Jonas Müller                                                                                                   | David Gleirscher |
| 7. bis 8. Dezember 2024                                 | Innsbruck-Igls | Doppelsitzer | Frauen      | Selina Egle / Lara Kipp                                                                                     | Jessica Degenhardt / Cheyenne Rosenthal                                                                        | Anda Upīte / Zane Kaluma |
| 7. bis 8. Dezember 2024                                 | Innsbruck-Igls | Doppelsitzer | Männer      | Mārtiņš Bots / Roberts Plūme                                                                                | Toni Eggert / Florian Müller                                                                                   | Thomas Steu / Wolfgang Kindl                                                                                                 |
| 7. bis 8. Dezember 2024                                 | Innsbruck-Igls | Teamstaffel  | Teamstaffel | Absage wegen technischer Probleme bei der Zeitnahme                                                         | Absage wegen technischer Probleme bei der Zeitnahme                                                            | Absage wegen technischer Probleme bei der Zeitnahme                                                                          |
| 14. bis 15. Dezember 2024                               | Oberhof I      | Einsitzer    | Frauen      | Madeleine Egle                                                                                              | Lisa Schulte                                                                                                   | Julia Taubitz |
| 14. bis 15. Dezember 2024                               | Oberhof I      | Einsitzer    | Männer      | Jonas Müller                                                                                                | Nico Gleirscher                                                                                                | David Gleirscher |
| 14. bis 15. Dezember 2024                               | Oberhof I      | Doppelsitzer | Frauen      | Selina Egle / Lara Kipp                                                                                     | Jessica Degenhardt / Cheyenne Rosenthal                                                                        | Chevonne Forgan / Sophia Kirkby                                                                                              |
| 14. bis 15. Dezember 2024                               | Oberhof I      | Doppelsitzer | Männer      | Hannes Orlamünder / Paul Gubitz                                                                             | Tobias Wendl / Tobias Arlt                                                                                     | Thomas Steu / Wolfgang Kindl                                                                                                 |
| 14. bis 15. Dezember 2024                               | Oberhof I      | Teamstaffel  | Teamstaffel | ÖsterreichMadeleine Egle Thomas Steu / Wolfgang Kindl Jonas Müller Selina Egle / Lara Kipp                  | DeutschlandJulia Taubitz Hannes Orlamünder / Paul Gubitz Max Langenhan Jessica Degenhardt / Cheyenne Rosenthal | ItalienVerena Hofer Ivan Nagler / Fabian Malleier Dominik Fischnaller Andrea Vötter / Marion Oberhofer                       |
| 4. bis 5. Januar 2025                                   | Sigulda        | Einsitzer    | Frauen      | Elīna Ieva Bota                                                                                             | Merle Fräbel                                                                                                   | Lisa Schulte |
| 4. bis 5. Januar 2025                                   | Sigulda        | Einsitzer    | Männer      | Nico Gleirscher                                                                                             | Kristers Aparjods                                                                                              | Max Langenhan |
| 4. bis 5. Januar 2025                                   | Sigulda        | Doppelsitzer | Frauen      | Selina Egle / Lara Kipp                                                                                     | Chevonne Forgan / Sophia Kirkby                                                                                | Marta Robežniece / Kitija Bogdanova                                                                                          |
| 4. bis 5. Januar 2025                                   | Sigulda        | Doppelsitzer | Männer      | Tobias Wendl / Tobias Arlt                                                                                  | Mārtiņš Bots / Roberts Plūme                                                                                   | Yannick Müller / Armin Frauscher                                                                                             |
| 4. bis 5. Januar 2025                                   | Sigulda        | Teamstaffel  | Teamstaffel | DeutschlandMerle Fräbel Tobias Wendl / Tobias Arlt Max Langenhan Jessica Degenhardt / Cheyenne Rosenthal    | ÖsterreichLisa Schulte Yannick Müller / Armin Frauscher Nico Gleirscher Selina Egle / Lara Kipp                | UkraineJulianna Tunyzka Ihor Hoj / Nasarij Katschmar Andrij Mandsij Olena Stezkiw / Oleksandra Moch                          |
| 11. bis 12. Januar 2025                                 | Altenberg      | Einsitzer    | Frauen      | Madeleine Egle                                                                                              | Anna Berreiter                                                                                                 | Merle Fräbel |
| 11. bis 12. Januar 2025                                 | Altenberg      | Einsitzer    | Männer      | Max Langenhan                                                                                               | Felix Loch | Dominik Fischnaller |
| 11. bis 12. Januar 2025                                 | Altenberg      | Doppelsitzer | Frauen      | Selina Egle / Lara Kipp                                                                                     | Jessica Degenhardt / Cheyenne Rosenthal                                                                        | Chevonne Forgan / Sophia Kirkby                                                                                              |
| 11. bis 12. Januar 2025                                 | Altenberg      | Doppelsitzer | Männer      | Mārtiņš Bots / Roberts Plūme                                                                                | Tobias Wendl / Tobias Arlt                                                                                     | Yannick Müller / Armin Frauscher                                                                                             |
| 11. bis 12. Januar 2025                                 | Altenberg      | Teamstaffel  | Teamstaffel | LettlandKendija Aparjode Mārtiņš Bots / Roberts Plūme Kristers Aparjods Marta Robežniece / Kitija Bogdanova | DeutschlandAnna Berreiter Tobias Wendl / Tobias Arlt Max Langenhan Jessica Degenhardt / Cheyenne Rosenthal     | Vereinigte StaatenAshley Farquharson Marcus Mueller / Ansel Haugsjaa Jonathan Eric Gustafson Chevonne Forgan / Sophia Kirkby |
| 18. bis 19. Januar 2025 zugleich EM 2025                | Winterberg     | Einsitzer    | Frauen      | Julia Taubitz                                                                                               | Madeleine Egle                                                                                                 | Emily Sweeney |
| 18. bis 19. Januar 2025 zugleich EM 2025                | Winterberg     | Einsitzer    | Männer      | Jonas Müller                                                                                                | Max Langenhan                                                                                                  | Nico Gleirscher |
| 18. bis 19. Januar 2025 zugleich EM 2025                | Winterberg     | Doppelsitzer | Frauen      | Selina Egle / Lara Kipp                                                                                     | Jessica Degenhardt / Cheyenne Rosenthal                                                                        | Andrea Vötter / Marion Oberhofer                                                                                             |
| 18. bis 19. Januar 2025 zugleich EM 2025                | Winterberg     | Doppelsitzer | Männer      | Tobias Wendl / Tobias Arlt                                                                                  | Juri Gatt / Riccardo Schöpf                                                                                    | Yannick Müller / Armin Frauscher                                                                                             |
| 18. bis 19. Januar 2025 zugleich EM 2025                | Winterberg     | Teamstaffel  | Teamstaffel | ÖsterreichMadeleine Egle Juri Gatt / Riccardo Schöpf Jonas Müller Selina Egle / Lara Kipp                   | DeutschlandJulia Taubitz Tobias Wendl / Tobias Arlt Max Langenhan Jessica Degenhardt / Cheyenne Rosenthal      | ItalienVerena Hofer Ivan Nagler / Fabian Malleier Dominik Fischnaller Andrea Vötter / Marion Oberhofer                       |
| 25. bis 26. Januar 2025                                 | Oberhof II     | Einsitzer    | Frauen      | Madeleine Egle                                                                                              | Julia Taubitz                                                                                                  | Natalie Maag |
| 25. bis 26. Januar 2025                                 | Oberhof II     | Einsitzer    | Männer      | Max Langenhan                                                                                               | Felix Loch | Wolfgang Kindl |
| 25. bis 26. Januar 2025                                 | Oberhof II     | Einsitzer    | Mixed       | Deutschland 2Felix Loch Merle Fräbel                                                                        | Deutschland 1Max Langenhan Julia Taubitz                                                                       | Österreich 2Nico Gleirscher Lisa Schulte                                                                                     |
| 25. bis 26. Januar 2025                                 | Oberhof II     | Doppelsitzer | Frauen      | Selina Egle / Lara Kipp                                                                                     | Jessica Degenhardt / Cheyenne Rosenthal                                                                        | Dajana Eitberger / Magdalena Matschina                                                                                       |
| 25. bis 26. Januar 2025                                 | Oberhof II     | Doppelsitzer | Männer      | Tobias Wendl / Tobias Arlt                                                                                  | Hannes Orlamünder / Paul Gubitz                                                                                | Thomas Steu / Wolfgang Kindl                                                                                                 |
| 25. bis 26. Januar 2025                                 | Oberhof II     | Doppelsitzer | Mixed       | Deutschland 1Tobias Wendl / Tobias Arlt Jessica Degenhardt / Cheyenne Rosenthal                             | ÖsterreichThomas Steu / Wolfgang Kindl Selina Egle / Lara Kipp                                                 | Italien 1Ivan Nagler / Fabian Malleier Andrea Vötter / Marion Oberhofer                                                      |
| 6. bis 8. Februar 2025: Weltmeisterschaften in Whistler |                |              |             | | | |
| 15. bis 16. Februar 2025                                | Pyeongchang    | Einsitzer    | Frauen      | Lisa Schulte                                                                                                | Merle Fräbel                                                                                                   | Hannah Prock |
| 15. bis 16. Februar 2025                                | Pyeongchang    | Einsitzer    | Männer      | Wolfgang Kindl                                                                                              | Dominik Fischnaller                                                                                            | Kristers Aparjods |
| 15. bis 16. Februar 2025                                | Pyeongchang    | Einsitzer    | Mixed       | Österreich 2Wolfgang Kindl Lisa Schulte                                                                     | Deutschland 1Max Langenhan Merle Fräbel                                                                        | Deutschland 2Felix Loch Julia Taubitz                                                                                        |
| 15. bis 16. Februar 2025                                | Pyeongchang    | Doppelsitzer | Frauen      | Jessica Degenhardt / Cheyenne Rosenthal                                                                     | Selina Egle / Lara Kipp                                                                                        | Dajana Eitberger / Magdalena Matschina                                                                                       |
| 15. bis 16. Februar 2025                                | Pyeongchang    | Doppelsitzer | Männer      | Thomas Steu / Wolfgang Kindl                                                                                | Toni Eggert / Florian Müller                                                                                   | Tobias Wendl / Tobias Arlt                                                                                                   |
| 15. bis 16. Februar 2025                                | Pyeongchang    | Doppelsitzer | Mixed       | Deutschland 1Toni Eggert / Florian Müller Jessica Degenhardt / Cheyenne Rosenthal                           | ÖsterreichThomas Steu / Wolfgang Kindl Selina Egle / Lara Kipp                                                 | Deutschland 2Tobias Wendl / Tobias Arlt Dajana Eitberger / Magdalena Matschina                                               |
| 22. bis 23. Februar 2025                                | Yanqing        | Einsitzer    | Frauen      | Julia Taubitz                                                                                               | Natalie Maag                                                                                                   | Merle Fräbel |
| 22. bis 23. Februar 2025                                | Yanqing        | Einsitzer    | Männer      | Max Langenhan                                                                                               | Jonas Müller                                                                                                   | David Gleirscher |
| 22. bis 23. Februar 2025                                | Yanqing        | Doppelsitzer | Frauen      | Selina Egle / Lara Kipp                                                                                     | Jessica Degenhardt / Cheyenne Rosenthal                                                                        | Anda Upīte / Zane Kaluma |
| 22. bis 23. Februar 2025                                | Yanqing        | Doppelsitzer | Männer      | Tobias Wendl / Tobias Arlt                                                                                  | Mārtiņš Bots / Roberts Plūme                                                                                   | Toni Eggert / Florian Müller                                                                                                 |
| 22. bis 23. Februar 2025                                | Yanqing        | Teamstaffel  | Teamstaffel | ÖsterreichMadeleine Egle Juri Gatt / Riccardo Schöpf Jonas Müller Selina Egle / Lara Kipp                   | DeutschlandMerle Fräbel Tobias Wendl / Tobias Arlt Max Langenhan Jessica Degenhardt / Cheyenne Rosenthal       | Vereinigte StaatenAshley Farquharson Marcus Mueller / Ansel Haugsjaa Jonathan Eric Gustafson Chevonne Forgan / Sophia Kirkby |

### Nationencup
Der Nationencup dient zur Qualifikation der schwächeren, nicht gesetzten Athleten und Athletinnen für die Weltcup-Rennen. Auch Starter und Starterinnen, die sich nicht für das eigentliche Weltcup-Rennen qualifizieren erhalten aufgrund ihrer Platzierungen im Nationencup Weltcup-Punkte. Zudem gibt es eine eigene Wertung des Nationencups mit demselben Punktesystem wie im Weltcup. Neben den Startern und Starterinnen, die sich für den Weltcup qualifizieren können, sind üblicherweise auch zusätzliche Fahrer und Fahrerinnen erlaubt, die ohne Qualifikationschance für den Weltcup antreten.
| Datum             | Ort            | Disziplin    | Disziplin | Erster Platz                                   | Zweiter Platz                                        | Dritter Platz                                        |
| ----------------- | -------------- | ------------ | --------- | ---------------------------------------------- | ---------------------------------------------------- | ---------------------------------------------------- |
| 29. November 2024 | Lillehammer    | Einsitzer    | Frauen    | Barbara Allmaier                               | Dorothea Schwarz                                     | Caitlin Nash                                         |
| 29. November 2024 | Lillehammer    | Einsitzer    | Männer    | Timon Grancagnolo                              | Jonathan Eric Gustafson                              | David Nößler                                         |
| 29. November 2024 | Lillehammer    | Doppelsitzer | Frauen    | Dajana Eitberger / Magdalena Matschina         | Marta Robežniece / Kitija Bogdanova                  | Nadia Falkensteiner / Annalena Huber                 |
| 29. November 2024 | Lillehammer    | Doppelsitzer | Männer    | Marcus Mueller / Ansel Haugsjaa                | Toni Eggert / Florian Müller                         | Ivan Nagler / Fabian Malleier                        |
| 6. Dezember 2024  | Innsbruck-Igls | Einsitzer    | Frauen    | Barbara Allmaier                               | Sandra Robatscher                                    | Dorothea Schwarz                                     |
| 6. Dezember 2024  | Innsbruck-Igls | Einsitzer    | Männer    | David Nößler                                   | Jozef Ninis                                          | Andrij Mandsij                                       |
| 6. Dezember 2024  | Innsbruck-Igls | Doppelsitzer | Frauen    | Keine Austragung                               | Keine Austragung                                     | Keine Austragung                                     |
| 6. Dezember 2024  | Innsbruck-Igls | Doppelsitzer | Männer    | Marcus Mueller / Ansel Haugsjaa                | Ivan Nagler / Fabian Malleier                        | Wojciech Chmielewski / Jakub Kowalewski              |
| 13. Dezember 2024 | Oberhof I      | Einsitzer    | Frauen    | Melina Fischer                                 | Verena Hofer                                         | Anka Jänicke                                         |
| 13. Dezember 2024 | Oberhof I      | Einsitzer    | Männer    | Noah Kallan                                    | Svante Kohala                                        | David Nößler                                         |
| 13. Dezember 2024 | Oberhof I      | Doppelsitzer | Frauen    | Keine Austragung                               | Keine Austragung                                     | Keine Austragung                                     |
| 13. Dezember 2024 | Oberhof I      | Doppelsitzer | Männer    | Marcus Mueller / Ansel Haugsjaa                | Moritz Jäger / Valentin Steudte                      | Devin Wardrope / Cole Anthony Zajanski               |
| 3. Januar 2025    | Sigulda        | Einsitzer    | Frauen    | Kendija Aparjode                               | Verena Hofer                                         | Sandra Robatscher                                    |
| 3. Januar 2025    | Sigulda        | Einsitzer    | Männer    | Gints Bērziņš                                  | Tucker West                                          | Kaspars Rinks                                        |
| 3. Januar 2025    | Sigulda        | Doppelsitzer | Frauen    | Keine Austragung                               | Keine Austragung                                     | Keine Austragung                                     |
| 3. Januar 2025    | Sigulda        | Doppelsitzer | Männer    | Saikeyi Jubayi / Shuo Hou                      | Tomáš Vaverčák / Matej Zmij                          | Eduards Ševics-Mikeļševics / Gustavs Babris          |
| 10. Januar 2025   | Altenberg      | Einsitzer    | Frauen    | Dorothea Schwarz                               | Verena Hofer                                         | Melina Fischer                                       |
| 10. Januar 2025   | Altenberg      | Einsitzer    | Männer    | Jozef Ninis                                    | Anton Dukatsch                                       | Alexander Michael Ferlazzo                           |
| 10. Januar 2025   | Altenberg      | Doppelsitzer | Frauen    | Alexandra Oberstolz / Katharina Kofler         | Beattie Podulsky / Kailey Allan                      | Maya Chan / Sophia Gordon                            |
| 10. Januar 2025   | Altenberg      | Doppelsitzer | Männer    | Pascal Kunze / Max Trippner                    | Devin Wardrope / Cole Anthony Zajanski               | Eduards Ševics-Mikeļševics / Gustavs Babris          |
| 17. Januar 2025   | Winterberg     | Einsitzer    | Frauen    | Emily Sweeney                                  | Dorothea Schwarz                                     | Sandra Robatscher                                    |
| 17. Januar 2025   | Winterberg     | Einsitzer    | Männer    | Anton Dukatsch                                 | Jonathan Eric Gustafson                              | Alexander Michael Ferlazzo                           |
| 17. Januar 2025   | Winterberg     | Doppelsitzer | Frauen    | Raluca Strămăturaru / Mihaela-Carmen Manolescu | alle weiteren Starterinnen erreichten das Ziel nicht | alle weiteren Starterinnen erreichten das Ziel nicht |
| 17. Januar 2025   | Winterberg     | Doppelsitzer | Männer    | Devin Wardrope / Cole Anthony Zajanski         | Raimonds Baltgalvis / Uldis Jakseboga                | Saikeyi Jubayi / Shuo Hou                            |
| 24. Januar 2025   | Oberhof II     | Einsitzer    | Frauen    | Hannah Prock                                   | Melina Fischer                                       | Dorothea Schwarz                                     |
| 24. Januar 2025   | Oberhof II     | Einsitzer    | Männer    | Svante Kohala                                  | Alexander Michael Ferlazzo                           | Jonathan Eric Gustafson                              |
| 24. Januar 2025   | Oberhof II     | Doppelsitzer | Frauen    | Keine Austragung                               | Keine Austragung                                     | Keine Austragung                                     |
| 24. Januar 2025   | Oberhof II     | Doppelsitzer | Männer    | Moritz Jäger / Valentin Steudte                | Devin Wardrope / Cole Anthony Zajanski               | Tomáš Vaverčák / Matej Zmij                          |
| 14. Februar 2025  | Pyeongchang    | Einsitzer    | Frauen    | Hannah Prock                                   | Nina Zöggeler                                        | Dorothea Schwarz                                     |
| 14. Februar 2025  | Pyeongchang    | Einsitzer    | Männer    | Tucker West                                    | Jonathan Eric Gustafson                              | Leon Felderer                                        |
| 14. Februar 2025  | Pyeongchang    | Doppelsitzer | Frauen    | Keine Austragung                               | Keine Austragung                                     | Keine Austragung                                     |
| 14. Februar 2025  | Pyeongchang    | Doppelsitzer | Männer    | Eduards Ševics-Mikeļševics / Lūkass Krasts     | Tudor-Ștefan Handaric / Sebastian Motzca             | Marian Gîtlan / Darius Șerban                        |
| 21. Februar 2025  | Yanqing        | Einsitzer    | Frauen    | Hannah Prock                                   | Dorothea Schwarz                                     | Nina Zöggeler                                        |
| 21. Februar 2025  | Yanqing        | Einsitzer    | Männer    | Gints Bērziņš                                  | Timon Grancagnolo                                    | Leon Felderer                                        |
| 21. Februar 2025  | Yanqing        | Doppelsitzer | Frauen    | Keine Austragung                               | Keine Austragung                                     | Keine Austragung                                     |
| 21. Februar 2025  | Yanqing        | Doppelsitzer | Männer    | Keine Austragung                               | Keine Austragung                                     | Keine Austragung                                     |

## Gesamtwertung

### Weltcup

#### Einsitzer der Frauen

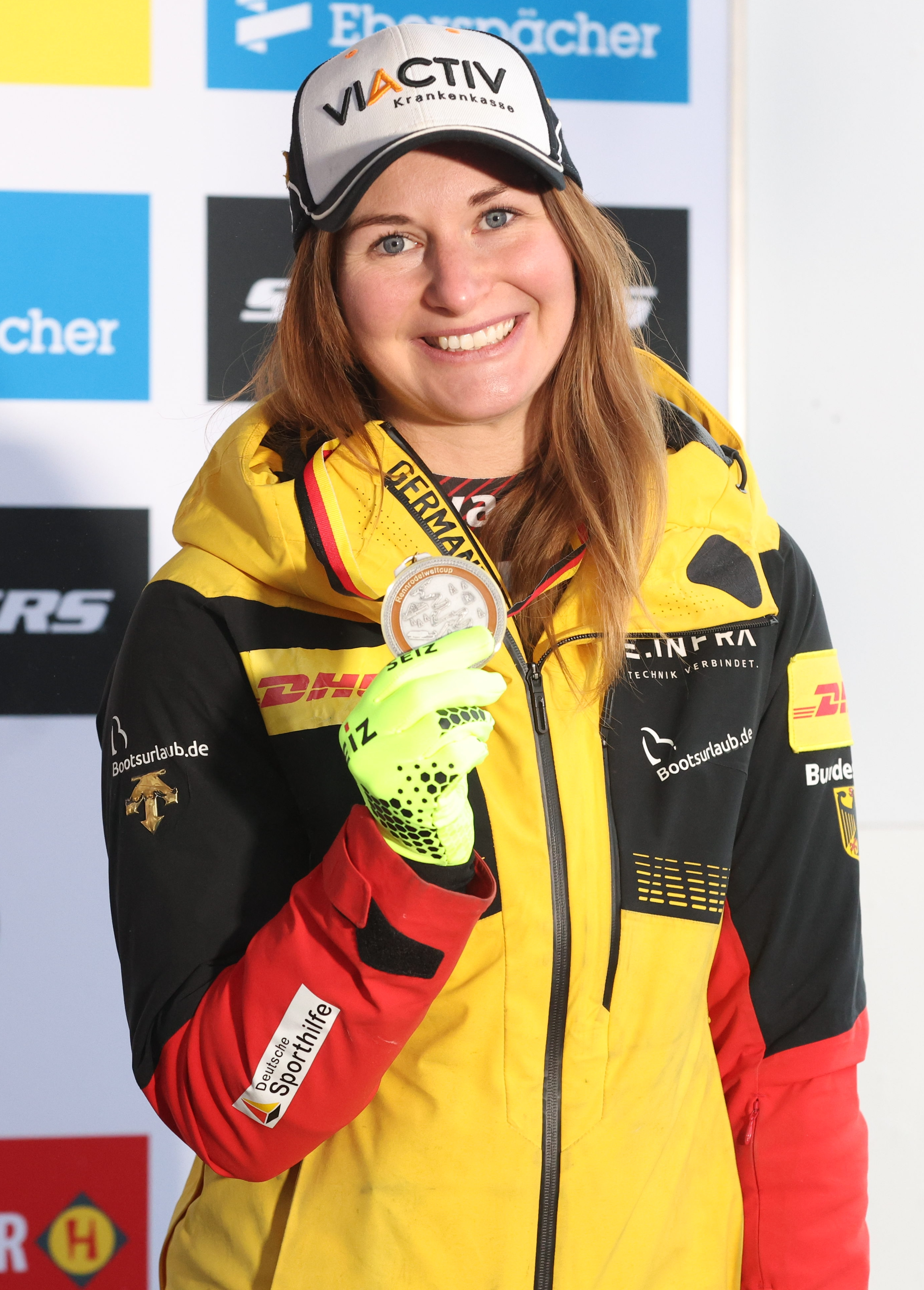
Julia Taubitz, Gesamtweltcupsiegerin

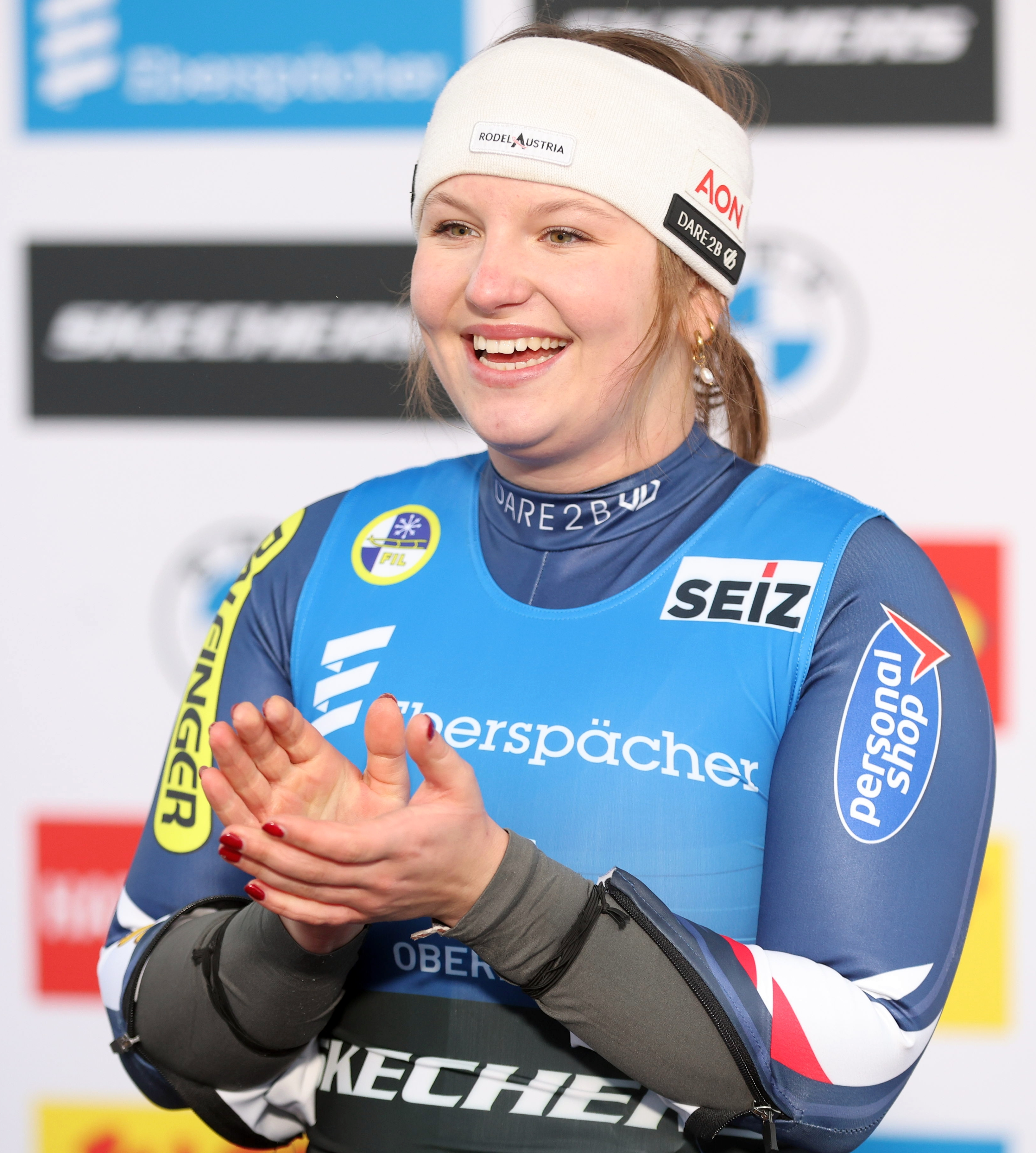
Dorothea Schwarz, Siegerin der Nationencupgesamtwertung

| Platzierung | Athletin               | Punkte |
| ----------- | ---------------------- | ------ |
| 1           | Julia Taubitz          | 657    |
| 2           | Madeleine Egle         | 629    |
| 3           | Lisa Schulte           | 620    |
| 4           | Merle Fräbel           | 582    |
| 5           | Natalie Maag           | 454    |
| 6           | Anna Berreiter         | 426    |
| 7           | Ashley Farquharson     | 400    |
| 8           | Kendija Aparjode       | 375    |
| 9           | Barbara Allmaier       | 365    |
| 10          | Elīna Ieva Bota        | 302    |
| 11          | Verena Hofer           | 296    |
| 12          | Melina Fischer         | 295    |
| 13          | Emily Sweeney          | 293    |
| 14          | Summer Britcher        | 266    |
| 15          | Sandra Robatscher      | 234    |
| 16          | Tove Kohala            | 227    |
| 17          | Nina Zöggeler          | 201    |
| 18          | Dorothea Schwarz       | 187    |
| 19          | Julianna Tunyzka       | 186    |
| 20          | Ioana-Corina Buzatoiu  | 179    |
| 21          | Huilan Hu              | 141    |
| 22          | Klaudia Domaradzka     | 138    |
| 23          | Caitlin Nash           | 135    |
| 24          | Wang Peixuan           | 132    |
| 25          | Trinity Ellis          | 128    |
| 25          | Trinity Ellis          | 128    |
| 27          | Olena Smaha            | 127    |
| 28          | Elsa Desmond           | 118    |
| 29          | Hannah Prock           | 112    |
| 30          | Zane Kaluma            | 80     |
| 31          | Zhou Liangziting       | 78     |
| 32          | Verónica María Ravenna | 72     |
| 33          | Embyr-Lee Susko        | 63     |
| 34          | Margita Sirsniņa       | 52     |
| 35          | Carolyn Maxwell        | 50     |
| 36          | Jung Hye-sun           | 46     |
| 37          | Olena Stezkiw          | 41     |
| 38          | Emma Triin Seer        | 33     |
| 38          | Shin Yu-bin            | 33     |
| 40          | Anna Schkret           | 31     |
| 41          | Xin Lihui              | 26     |
| 42          | Sigita Bērziņa         | 25     |
| 43          | Alexandra Oberstolz    | 24     |
| 44          | Kim So-yoon            | 20     |
| 45          | Park Ji-ye             | 19     |
| 46          | Varil Tangnes          | 10     |
| 47          | Johanna Kohala         | 6      |

#### Einsitzer der Männer

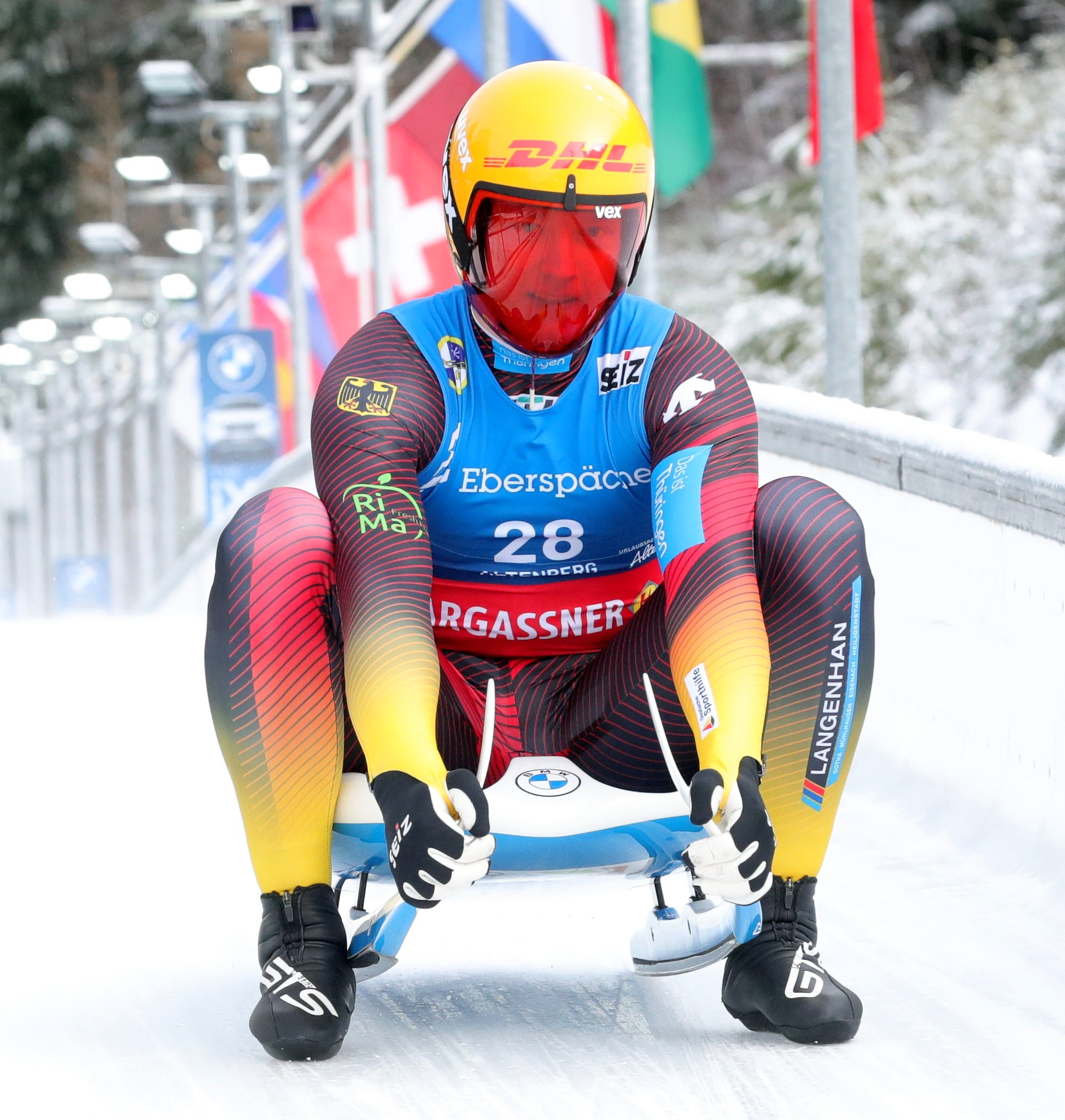
Max Langenhan, Gesamtweltcupsieger

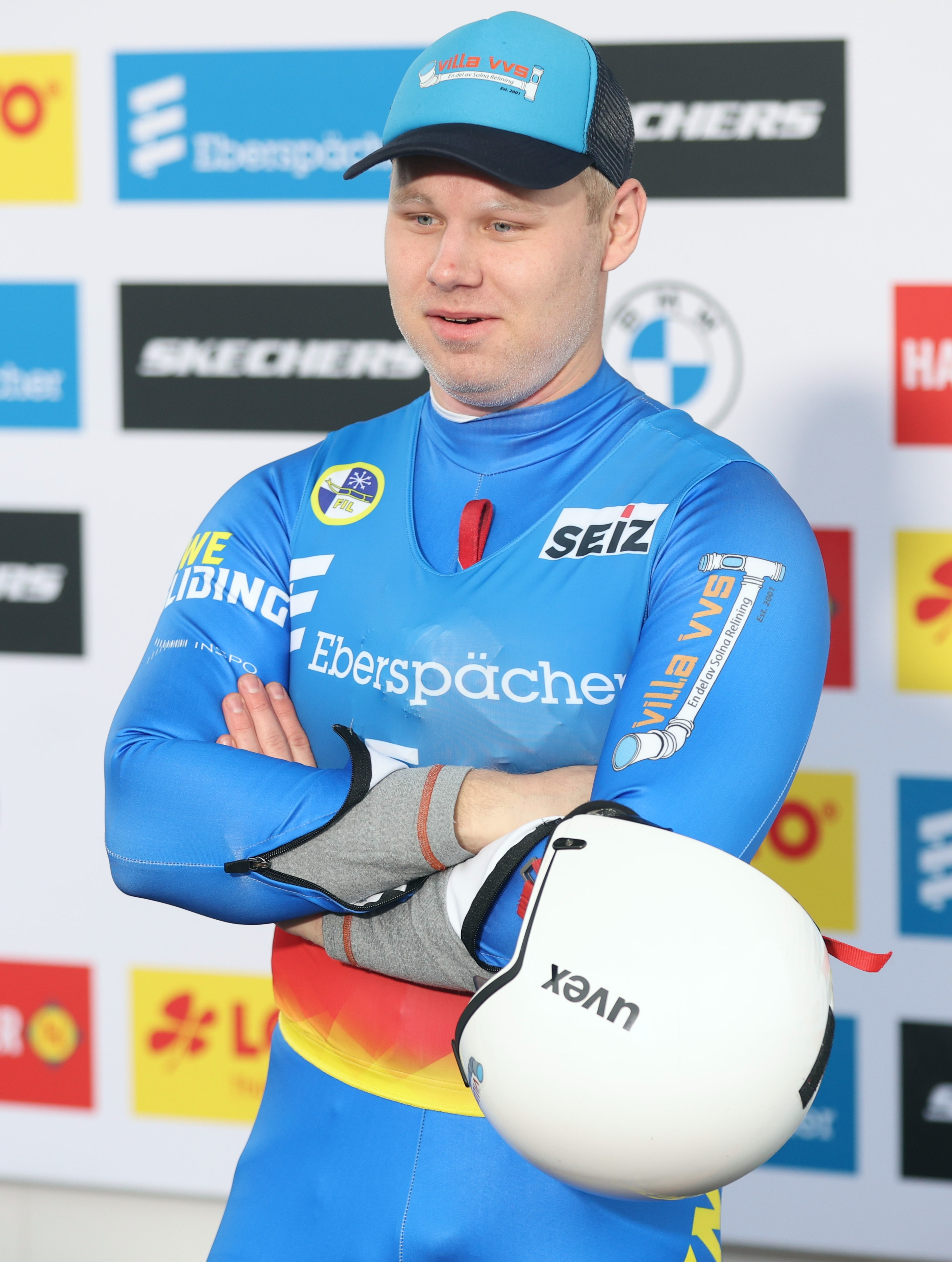
Svante Kohala, Gesamtsieger der Nationencupwertung

| Platzierung | Athletin                   | Punkte |
| ----------- | -------------------------- | ------ |
| 1           | Max Langenhan              | 716    |
| 2           | Nico Gleirscher            | 613    |
| 3           | Felix Loch                 | 547    |
| 4           | Jonas Müller               | 545    |
| 5           | Wolfgang Kindl             | 523    |
| 6           | Dominik Fischnaller        | 506    |
| 7           | Kristers Aparjods          | 477    |
| 8           | David Gleirscher           | 472    |
| 9           | Timon Grancagnolo          | 338    |
| 10          | Gints Bērziņš              | 295    |
| 11          | Leon Felderer              | 258    |
| 12          | Kaspars Rinks              | 257    |
| 13          | Anton Dukatsch             | 253    |
| 14          | Tucker West                | 244    |
| 15          | Jonathan Eric Gustafson    | 240    |
| 16          | Svante Kohala              | 217    |
| 17          | Alexander Michael Ferlazzo | 211    |
| 18          | David Nößler               | 205    |
| 19          | Andrij Mandsij             | 198    |
| 20          | Mateusz Sochowicz          | 193    |
| 21          | Alex Gufler                | 191    |
| 22          | Jozef Ninis                | 175    |
| 23          | Valentin Crețu             | 170    |
| 24          | Seiya Kobayashi            | 156    |
| 25          | Marián Skupek              | 134    |
| 26          | Eduard-Mihai Crăciun       | 124    |
| 27          | Lukas Peccei               | 117    |
| 28          | Danylo Marzynowskyj        | 98     |
| 29          | Aidan Mueller              | 85     |
| 30          | Bao Zhenyu                 | 82     |
| 30          | Rasmus Moberg              | 82     |
| 32          | Walter Vikström            | 62     |
| 33          | Mirza Nikolajev            | 56     |
| 34          | Matthew Greiner            | 52     |
| 35          | Li Jing                    | 48     |
| 36          | Arkadiusz Trojga           | 40     |
| 37          | Hunter Harris              | 35     |
| 38          | Noah Kallan                | 32     |
| 39          | Hunter Burke               | 31     |
| 39          | Dylan Morse                | 31     |
| 41          | Jakub Vepřovský            | 26     |
| 42          | Marco Leger                | 25     |
| 43          | Luka Mtschedliani          | 24     |
| 44          | Li Yangfan                 | 22     |
| 45          | Wang Qingxiu               | 21     |
| 46          | Theo Downey                | 18     |
| 47          | Kim Ji-min                 | 16     |
| 48          | Stefan Doktor              | 12     |
| 49          | Bruno Mick                 | 11     |
| 50          | Roberts Lazdāns            | 10     |
| 51          | Oleksandr Lomakowytsch     | 9      |
| 52          | Christián Bosman           | 7      |
| 52          | Ola Brandstadmoen          | 7      |
| 54          | Joakim Klaastad            | 6      |
| 55          | Nikola Boban               | 4      |
| 56          | Anton Schewtschuk          | 3      |
| 57          | Hamza Pleho                | 2      |
| 58          | Liu Shaonan                | 0      |

#### Doppelsitzer der Frauen

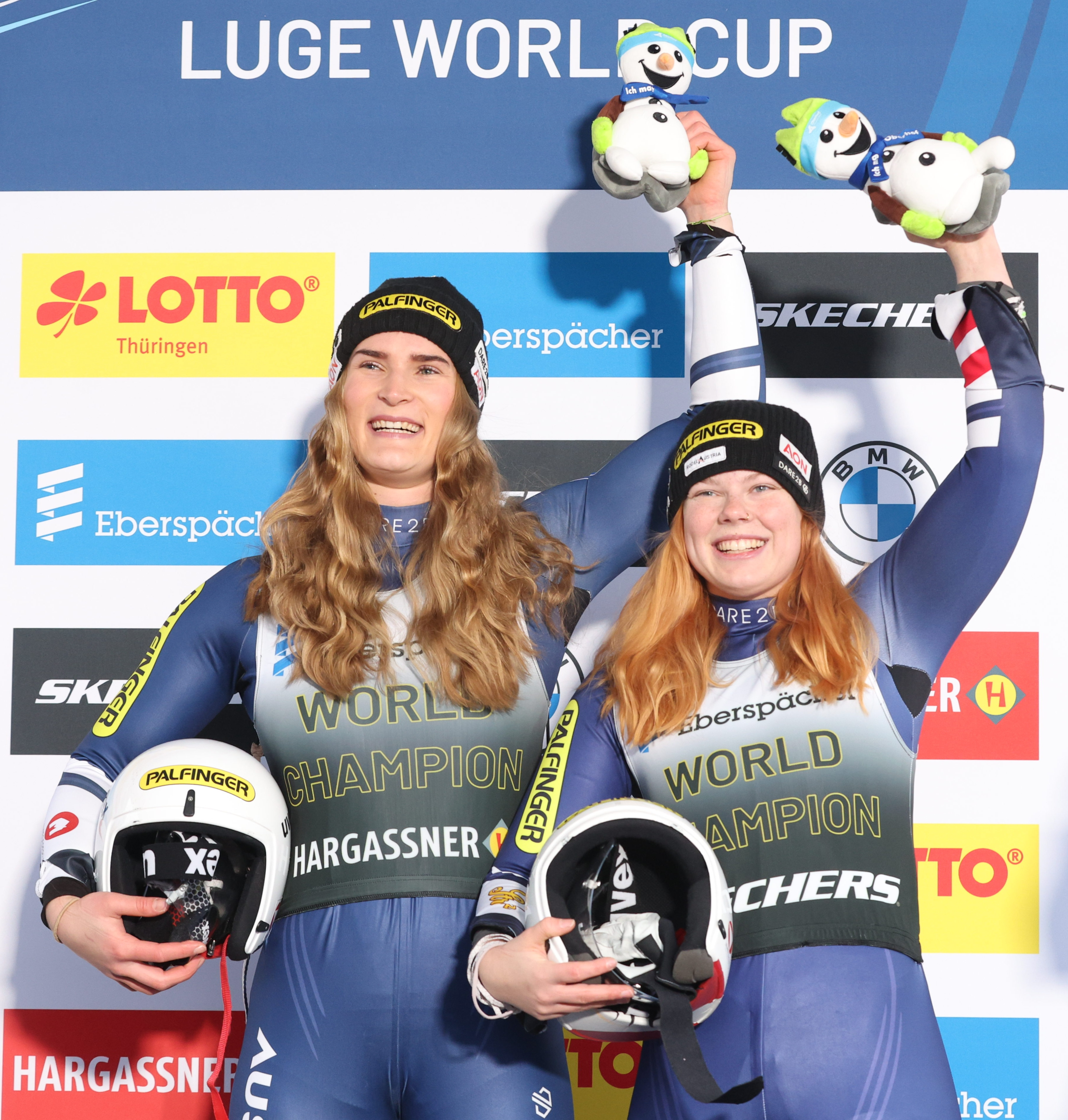
Selina Egle und Lara Kipp, Gesamtweltcupsiegerinnen

| Platzierung | Athletin                                       | Punkte |
| ----------- | ---------------------------------------------- | ------ |
| 1           | Selina Egle / Lara Kipp                        | 835    |
| 2           | Jessica Degenhardt / Cheyenne Rosenthal        | 745    |
| 3           | Chevonne Forgan / Sophia Kirkby                | 601    |
| 4           | Anda Upīte / Zane Kaluma                       | 503    |
| 5           | Andrea Vötter / Marion Oberhofer               | 500    |
| 6           | Marta Robežniece / Kitija Bogdanova            | 429    |
| 7           | Dajana Eitberger / Magdalena Matschina         | 378    |
| 8           | Olena Stezkiw / Oleksandra Moch                | 346    |
| 9           | Raluca Strămăturaru / Mihaela-Carmen Manolescu | 293    |
| 10          | Nikola Domowicz / Dominika Piwkowska           | 246    |
| 11          | Nadia Falkensteiner / Annalena Huber           | 235    |
| 12          | Maya Chan / Sophia Gordon                      | 165    |
| 13          | Elisa Storch / Pauline Patz                    | 146    |
| 14          | Adikeyoumu Gulijienaiti / Jiaying Zhao         | 50     |
| 15          | Beattie Podulsky / Kailey Allan                | 42     |
| 16          | Alexandra Oberstolz / Katharina Kofler         | 39     |
| 17          | Viktória Praxová / Desana Špitzová             | 30     |
| 18          | Natascha Chytrenko / Wiktorija Kowal           | 0      |

#### Doppelsitzer der Männer

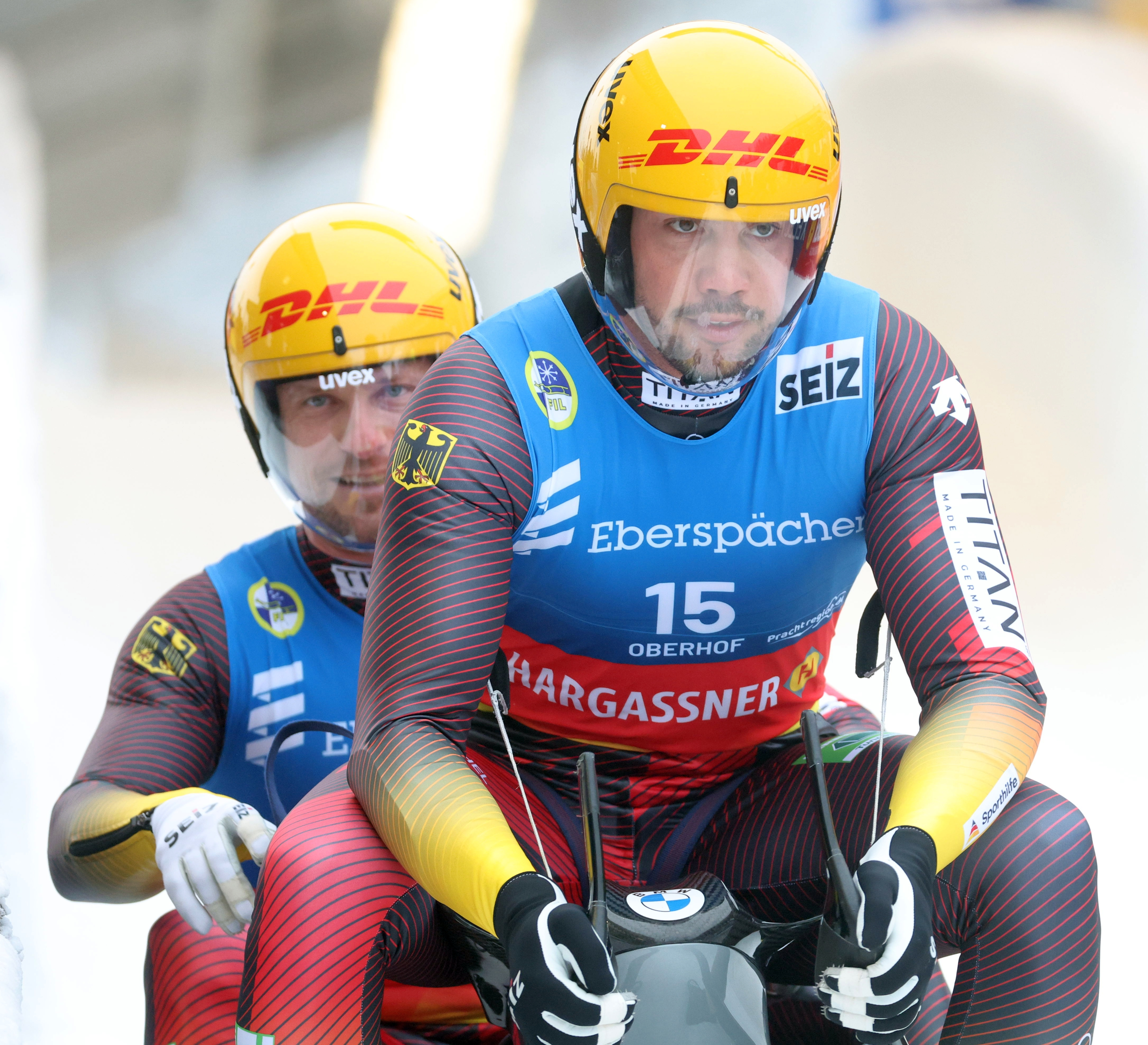
Tobias Wendl und Tobias Arlt, Gesamtweltcupsieger

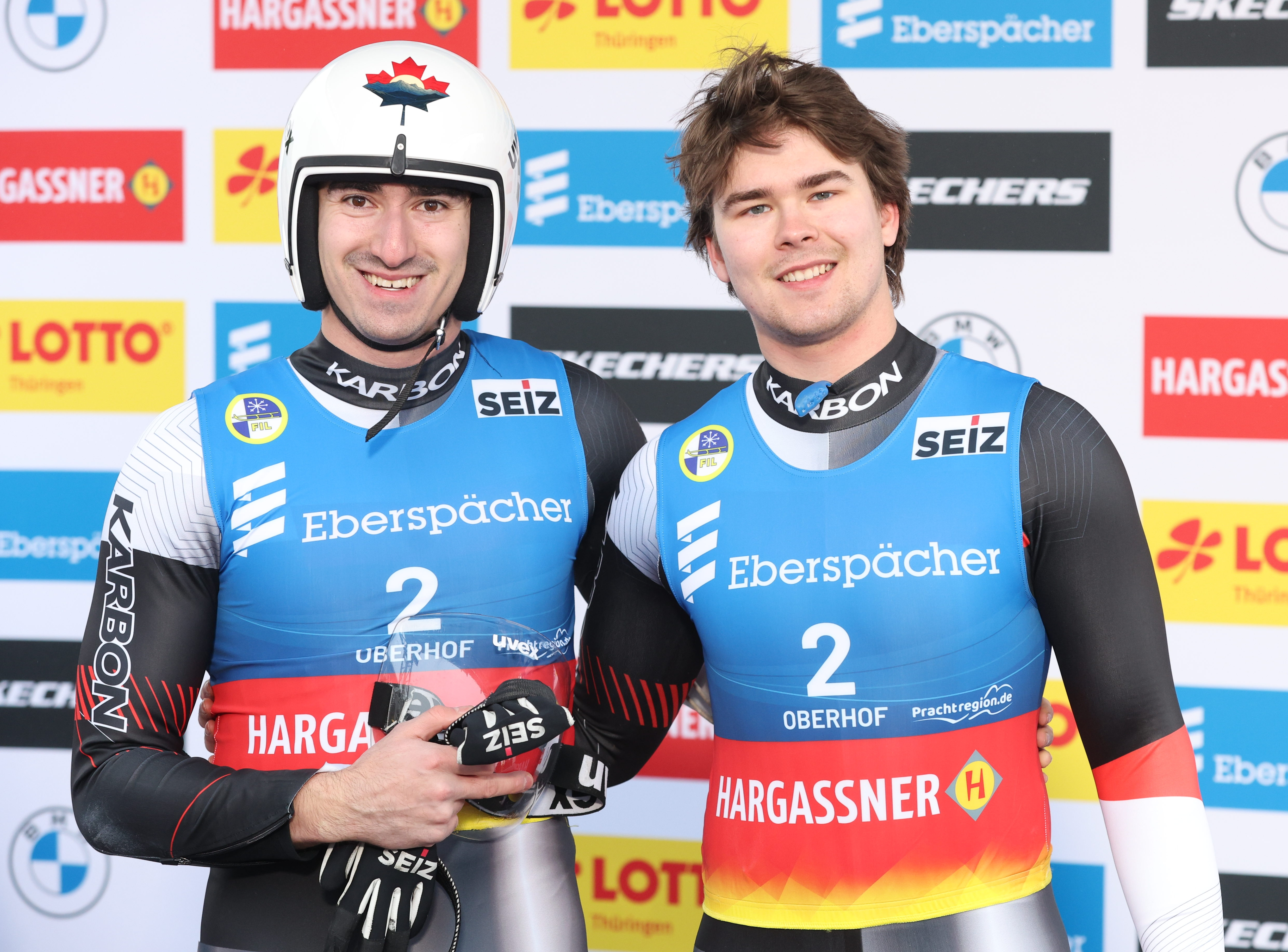
Devin Wardrope und Cole Anthony Zajanski, Gesamtsieger der Nationencupwertung

| Platzierung | Athletin                                    | Punkte |
| ----------- | ------------------------------------------- | ------ |
| 1           | Tobias Wendl / Tobias Arlt                  | 745    |
| 2           | Mārtiņš Bots / Roberts Plūme                | 641    |
| 3           | Thomas Steu / Wolfgang Kindl                | 615    |
| 4           | Toni Eggert / Florian Müller                | 606    |
| 5           | Hannes Orlamünder / Paul Gubitz             | 495    |
| 6           | Yannick Müller / Armin Frauscher            | 454    |
| 7           | Juri Gatt / Riccardo Schöpf                 | 369    |
| 8           | Ivan Nagler / Fabian Malleier               | 355    |
| 9           | Emanuel Rieder / Simon Kainzwaldner         | 347    |
| 10          | Zachary DiGregorio / Sean Hollander         | 341    |
| 11          | Marcus Mueller / Ansel Haugsjaa             | 281    |
| 12          | Ihor Hoj / Nasarij Katschmar                | 244    |
| 13          | Tudor-Ștefan Handaric / Sebastian Motzca    | 235    |
| 14          | Saikeyi Jubayi / Shuo Hou                   | 232    |
| 15          | Wojciech Chmielewski / Jakub Kowalewski     | 208    |
| 16          | Marian Gîtlan / Darius Șerban               | 187    |
| 17          | Devin Wardrope / Cole Anthony Zajanski      | 184    |
| 18          | Tomáš Vaverčák / Matej Zmij                 | 182    |
| 19          | Eduards Ševics-Mikeļševics / Lūkass Krasts  | 175    |
| 20          | Raimonds Baltgalvis / Uldis Jakseboga       | 100    |
| 21          | Christián Bosman / Bruno Mick               | 81     |
| 22          | Eduards Ševics-Mikeļševics / Gustavs Babris | 80     |
| 23          | Maksym Pantschuk / Andrij Muz               | 66     |
| 23          | Dana Kellogg / Frank Ike                    | 58     |

#### Mixed Einsitzer
| Platzierung | Athletin               | Punkte |
| ----------- | ---------------------- | ------ |
| 1           | Deutschland 1          | 270    |
| 2           | Deutschland 2          | 240    |
| 3           | Österreich 2           | 216    |
| 4           | Vereinigte Staaten 1   | 169    |
| 5           | Österreich 1           | 165    |
| 6           | Lettland 1             | 161    |
| 7           | Australien / Schweiz   | 127    |
| 8           | Schweden 1             | 103    |
| 9           | Ukraine 1              | 101    |
| 10          | Lettland 2             | 96     |
| 11          | Italien 1              | 92     |
| 12          | Vereinigte Staaten 2   | 91     |
| 13          | Rumänien               | 84     |
| 14          | Volksrepublik China 1  | 76     |
| 14          | Italien 2              | 76     |
| 16          | Volksrepublik China 2  | 66     |
| 17          | Slowakei / Argentinien | 58     |
| 18          | Polen                  | 52     |
| 19          | Ukraine 2              | 51     |
| 20          | Japan / Irland         | 45     |
| 21          | Polen                  | 52     |
| 22          | Kanada 1               | 26     |
| 23          | Norwegen               | 25     |
| 23          | Kanada 2               | 25     |
| 25          | Schweden 2             | 22     |
| 26          | Finnland / Estland     | 21     |

#### Mixed Doppelsitzer
| Platzierung | Athletin             | Punkte |
| ----------- | -------------------- | ------ |
| 1           | Deutschland 1        | 246    |
| 2           | Deutschland 2        | 230    |
| 3           | Österreich           | 212    |
| 4           | Lettland 1           | 184    |
| 5           | Italien 1            | 175    |
| 6           | Vereinigte Staaten 1 | 162    |
| 7           | Lettland 2           | 156    |
| 8           | Ukraine              | 114    |
| 9           | Italien 2            | 101    |
| 10          | Rumänien             | 73     |
| 11          | Vereinigte Staaten 2 | 55     |
| 12          | Polen                | 32     |

#### Teamstaffel
| Platzierung | Athletin           | Punkte |
| ----------- | ------------------ | ------ |
| 1           | Österreich         | 445    |
| 2           | Deutschland        | 440    |
| 3           | Lettland           | 275    |
| 4           | Vereinigte Staaten | 255    |
| 5           | Italien            | 250    |
| 6           | Ukraine            | 246    |
| 7           | Rumänien           | 177    |
| 8           | Kanada             | 96     |
| 9           | Polen              | 89     |
| 10          | Polen              | 50     |

### Nationencup

#### Einsitzer der Frauen
| Platzierung | Athletin               | Punkte |
| ----------- | ---------------------- | ------ |
| 1           | Dorothea Schwarz       | 625    |
| 2           | Sandra Robatscher      | 494    |
| 3           | Nina Zöggeler          | 488    |
| 4           | Tove Kohala            | 414    |
| 5           | Melina Fischer         | 398    |
| 6           | Julianna Tunyzka       | 378    |
| 7           | Ioana-Corina Buzatoiu  | 368    |
| 8           | Hannah Prock           | 334    |
| 9           | Caitlin Nash           | 280    |
| 10          | Huilan Hu              | 269    |
| 11          | Verena Hofer           | 255    |
| 12          | Emma Erickson          | 242    |
| 13          | Trinity Ellis          | 241    |
| 14          | Elsa Desmond           | 231    |
| 15          | Olena Smaha            | 230    |
| 15          | Wang Peixuan           | 230    |
| 17          | Klaudia Domaradzka     | 214    |
| 18          | Barbara Allmaier       | 200    |
| 18          | Zhou Liangziting       | 160    |
| 20          | Verónica María Ravenna | 140    |
| 21          | Zane Kaluma            | 101    |
| 21          | Carolyn Maxwell        | 101    |
| 23          | Kendija Aparjode       | 100    |
| 23          | Emily Sweeney          | 100    |
| 24          | Margita Sirsniņa       | 99     |
| 26          | Embyr-Lee Susko        | 96     |
| 27          | Jung Hye-sun           | 93     |
| 28          | Emma Triin Seer        | 79     |
| 29          | Olena Stezkiw          | 78     |
| 30          | Shin Yu-bin            | 73     |
| 31          | Anka Jänicke           | 70     |
| 32          | Anna Schkret           | 62     |
| 33          | Xin Lihui              | 53     |
| 34          | Alexandra Oberstolz    | 46     |
| 35          | Kim So-yoon            | 39     |
| 36          | Sigita Bērziņa         | 36     |
| 37          | Katharina Kofler       | 34     |
| 37          | Park Ji-ye             | 32     |
| 39          | Varil Tangnes          | 22     |
| 39          | Selīna Zvilna          | 22     |
| 41          | Johanna Kohala         | 18     |

#### Einsitzer der Männer
| Platzierung | Athletin                   | Punkte |
| ----------- | -------------------------- | ------ |
| 1           | Svante Kohala              | 490    |
| 2           | Jozef Ninis                | 430    |
| 3           | Mateusz Sochowicz          | 419    |
| 4           | Andrij Mandsij             | 408    |
| 5           | Alexander Michael Ferlazzo | 390    |
| 6           | Jonathan Eric Gustafson    | 357    |
| 7           | Leon Felderer              | 349    |
| 8           | Noah Kallan                | 329    |
| 9           | Seiya Kobayashi            | 312    |
| 10          | Alex Gufler                | 317    |
| 11          | David Nößler               | 282    |
| 12          | Valentin Crețu             | 277    |
| 13          | Tucker West                | 273    |
| 14          | Anton Dukatsch             | 271    |
| 15          | Kaspars Rinks              | 239    |
| 16          | Marián Skupek              | 227    |
| 17          | Timon Grancagnolo          | 215    |
| 18          | Gints Bērziņš              | 200    |
| 19          | Eduard-Mihai Crăciun       | 199    |
| 19          | Lukas Peccei               | 199    |
| 21          | Bao Zhenyu                 | 198    |
| 22          | Marco Leger                | 186    |
| 23          | Danylo Marzynowskyj        | 165    |
| 24          | Aidan Mueller              | 155    |
| 25          | Walter Vikström            | 149    |
| 26          | Rasmus Moberg              | 127    |
| 27          | Hunter Harris              | 126    |
| 28          | Li Jing                    | 117    |
| 29          | Mirza Nikolajev            | 101    |
| 30          | Hunter Burke               | 96     |
| 31          | Fabio Zauser               | 84     |
| 32          | Arkadiusz Trojga           | 82     |
| 33          | Matthew Greiner            | 71     |
| 34          | Dylan Morse                | 63     |
| 35          | Luka Mtschedliani          | 61     |
| 36          | Theo Downey                | 55     |
| 37          | Jakub Vepřovský            | 54     |
| 38          | Philipp Brunner            | 53     |
| 39          | Wang Qingxiu               | 51     |
| 40          | Li Yangfan                 | 46     |
| 41          | Anton Schewtschuk          | 41     |
| 41          | Oleksandr Lomakowytsch     | 41     |
| 43          | Stefan Doktor              | 40     |
| 44          | Kim Ji-min                 | 25     |
| 45          | Bruno Mick                 | 20     |
| 46          | Roberts Lazdāns            | 19     |
| 47          | Ola Brandstadmoen          | 17     |
| 48          | Christián Bosman           | 16     |
| 48          | Joakim Klaastad            | 16     |
| 50          | Nikola Boban               | 12     |
| 51          | Hamza Pleho                | 11     |
| 52          | Edvards Marts Markitāns    | 0      |
| 52          | Liu Shaonan                | 0      |

#### Doppelsitzer der Frauen
| Platzierung | Athletin                                       | Punkte |
| ----------- | ---------------------------------------------- | ------ |
| 1           | Raluca Strămăturaru / Mihaela-Carmen Manolescu | 100    |
| 1           | Dajana Eitberger / Magdalena Matschina         | 100    |
| 1           | Alexandra Oberstolz / Katharina Kofler         | 100    |
| 4           | Marta Robežniece / Kitija Bogdanova            | 85     |
| 4           | Beattie Podulsky / Kailey Allan                | 85     |
| 6           | Nadia Falkensteiner / Annalena Huber           | 70     |
| 6           | Maya Chan / Sophia Gordon                      | 70     |
| 8           | Natascha Chytrenko / Wiktorija Kowal           | 0      |
| 8           | Viktória Praxová / Desana Špitzová             | 0      |

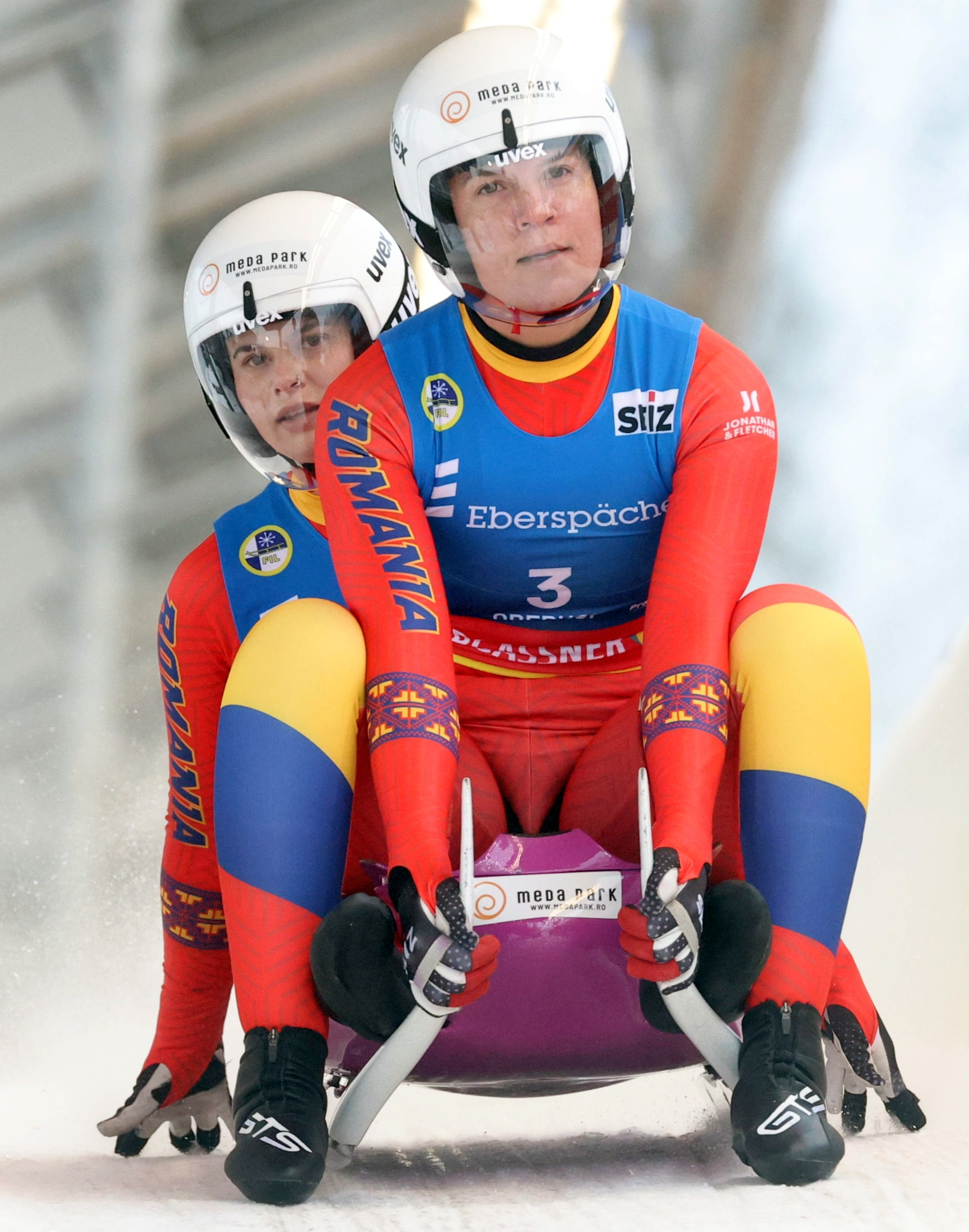
Strămăturaru & Manolescu
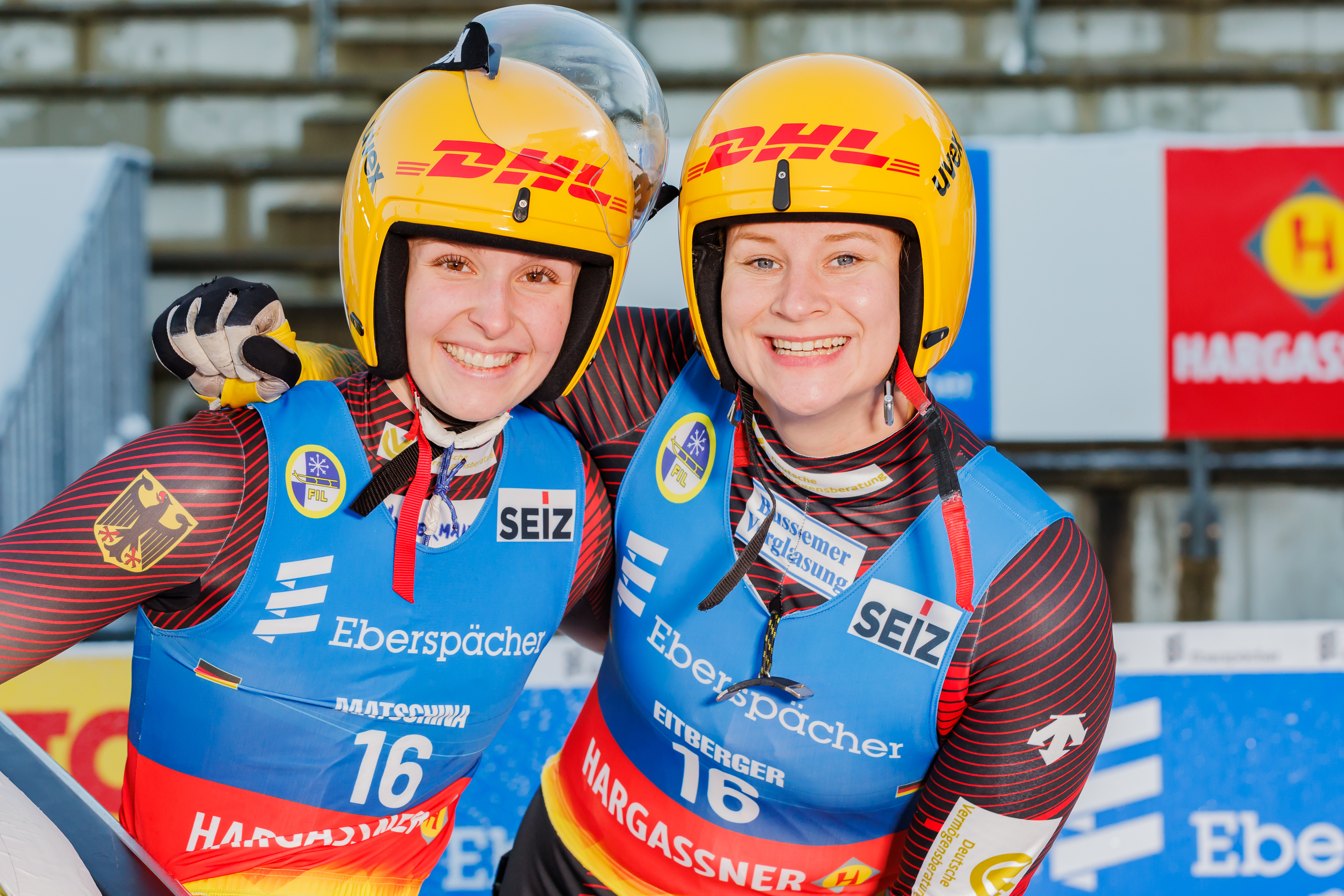
Eitberger & Matschina
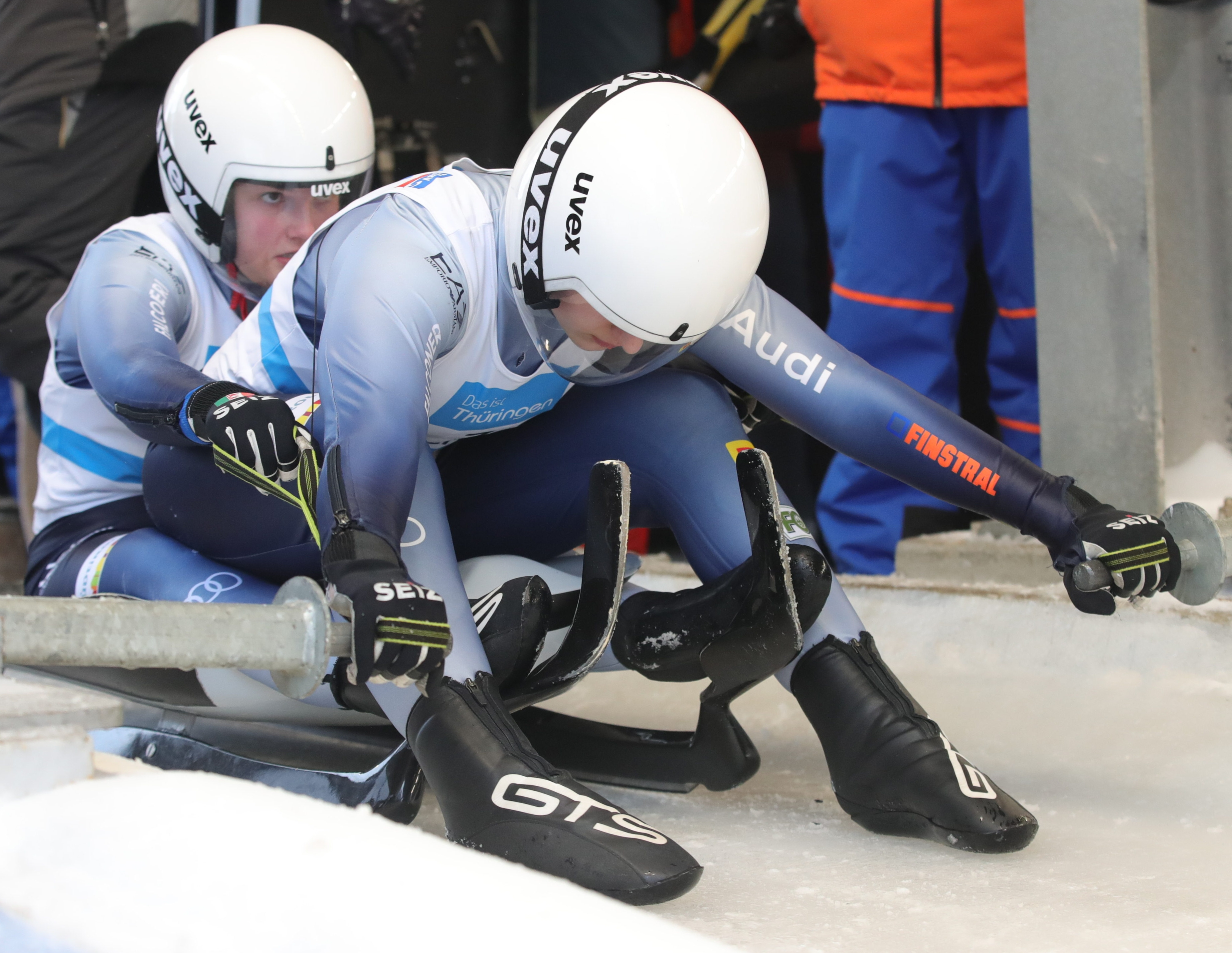
Oberstolz & Kofler

#### Doppelsitzer der Männer
| Platzierung | Athletin                                    | Punkte |
| ----------- | ------------------------------------------- | ------ |
| 1           | Devin Wardrope / Cole Anthony Zajanski      | 455    |
| 2           | Tudor-Ștefan Handaric / Sebastian Motzca    | 398    |
| 3           | Saikeyi Jubayi / Shuo Hou                   | 321    |
| 4           | Pascal Kunze / Max Trippner                 | 311    |
| 5           | Ihor Hoj / Nasarij Katschmar                | 307    |
| 6           | Moritz Jäger / Valentin Steudte             | 300    |
| 6           | Marcus Mueller / Ansel Haugsjaa             | 300    |
| 8           | Marian Gîtlan / Darius Șerban               | 293    |
| 9           | Raimonds Baltgalvis / Uldis Jakseboga       | 229    |
| 10          | Tomáš Vaverčák / Matej Zmij                 | 215    |
| 11          | Wojciech Chmielewski / Jakub Kowalewski     | 180    |
| 12          | Ivan Nagler / Fabian Malleier               | 155    |
| 13          | Christián Bosman / Bruno Mick               | 147    |
| 14          | Eduards Ševics-Mikeļševics / Gustavs Babris | 140    |
| 15          | Maksym Pantschuk / Andrij Muz               | 127    |
| 16          | Eduards Ševics-Mikeļševics / Lūkass Krasts  | 100    |
| 17          | Toni Eggert / Florian Müller                | 85     |